# Filmjahr 2012
Liste der Filmjahre

◄◄ | ◄ | 2008 | 2009 | 2010 | 2011 | Filmjahr 2012 | 2013 | 2014 | 2015 | 2016 | ► | ►►

Weitere Ereignisse

## Top 10 der erfolgreichsten Filme

### In Deutschland
Die zehn erfolgreichsten Filme an den deutschen Kinokassen nach Besucherzahlen (Stand: 12. Dezember 2013):
| Platz | Filmtitel                                       | Besucher  |
| ----- | ----------------------------------------------- | --------- |
| 1.    | Ziemlich beste Freunde                          | 9.108.101 |
| 2.    | James Bond 007: Skyfall                         | 7.771.551 |
| 3.    | Ice Age 4 – Voll verschoben                     | 6.695.609 |
| 4.    | Der Hobbit – Eine unerwartete Reise             | 6.607.048 |
| 5.    | Madagascar 3: Flucht durch Europa               | 3.966.891 |
| 6.    | Breaking Dawn – Biss zum Ende der Nacht, Teil 2 | 3.921.878 |
| 7.    | Ted                                             | 3.362.589 |
| 8.    | The Dark Knight Rises                           | 3.253.371 |
| 9.    | American Pie: Das Klassentreffen                | 2.520.616 |
| 10.   | Türkisch für Anfänger                           | 2.390.264 |

### In Österreich
Die erfolgreichsten Filme an den österreichischen Kinokassen nach Besucherzahlen (Stand: 5. März 2013):*
| Platz | Filmtitel                                       | Besucher |
| ----- | ----------------------------------------------- | -------- |
| 1.    | Ice Age 4 – Voll verschoben                     | 949.626  |
| 2.    | James Bond 007: Skyfall                         | 791.022  |
| 3.    | Ziemlich beste Freunde                          | 725.954  |
| 4.    | Der Hobbit – Eine unerwartete Reise             | 621.223  |
| 5.    | Ted                                             | 618.101  |
| 6.    | Madagascar 3: Flucht durch Europa               | 494.294  |
| 7.    | Breaking Dawn – Biss zum Ende der Nacht, Teil 2 | 490.409  |
| 8.    | American Pie: Das Klassentreffen                | 430.851  |
| 9.    | The Dark Knight Rises                           | 371.119  |
| 10.   | Men in Black 3                                  | 286.295  |

*Es sind nur Filme aufgeführt, die das Golden Ticket für mehr als 300.000 Zuschauer erhielten.

### In den Vereinigten Staaten
Die zehn erfolgreichsten Filme an den US-amerikanischen Kinokassen nach Einspielergebnis in US-Dollar (Stand: 10. März 2013):
| Platz | Filmtitel                                       | Einnahmen     |
| ----- | ----------------------------------------------- | ------------- |
| 1.    | Marvel’s The Avengers                           | 623.358.000 $ |
| 2.    | The Dark Knight Rises                           | 448.139.000 $ |
| 3.    | Die Tribute von Panem – The Hunger Games        | 408.011.000 $ |
| 4.    | James Bond 007: Skyfall                         | 304.360.000 $ |
| 5.    | Der Hobbit – Eine unerwartete Reise             | 303.004.000 $ |
| 6.    | Breaking Dawn – Biss zum Ende der Nacht, Teil 2 | 292.325.000 $ |
| 7.    | The Amazing Spider-Man                          | 262.031.000 $ |
| 8.    | Merida – Legende der Highlands                  | 237.283.000 $ |
| 9.    | Ted                                             | 218.816.000 $ |
| 10.   | Madagascar 3: Flucht durch Europa               | 216.392.000 $ |

### Weltweit
Die zehn weltweit erfolgreichsten Filme nach Einspielergebnis in US-Dollar (Stand: 31. März 2013):
| Platz | Filmtitel                                       | Einnahmen       |
| ----- | ----------------------------------------------- | --------------- |
| 1.    | Marvel’s The Avengers                           | 1.511.800.000 $ |
| 2.    | James Bond 007: Skyfall                         | 1.108.300.000 $ |
| 3.    | The Dark Knight Rises                           | 1.081.000.000 $ |
| 4.    | Der Hobbit – Eine unerwartete Reise             | 1.016.800.000 $ |
| 5.    | Ice Age 4 – Voll verschoben                     | 877.200.000 $   |
| 6.    | Breaking Dawn – Biss zum Ende der Nacht, Teil 2 | 829.200.000 $   |
| 7.    | The Amazing Spider-Man                          | 752.200.000 $   |
| 8.    | Madagascar 3: Flucht durch Europa               | 742.100.000 $   |
| 9.    | Die Tribute von Panem – The Hunger Games        | 686.500.000 $   |
| 10.   | Men in Black 3                                  | 624.000.000 $   |

## Ereignisse
- Bei der zweiten Auflage der 300.000 Euro teuren Gala des Österreichischen Filmpreises Ende Januar 2012 erhalten die Preisträger nicht nur Urkunden, sondern erstmals auch Statuetten.[6]
- Der am 5. März des Jahres erschienene Film „Kony 2012“ knackte erstmals die 1-Million-Likes-Marke auf YouTube.

## Filmpreise

### Golden Globe Award
Die Verleihung der 69. Golden Globes fand am 15. Januar 2012 statt.
- Bester Film (Drama): The Descendants – Familie und andere Angelegenheiten
- Bester Film (Komödie/Musical): The Artist
- Bester Regisseur: Martin Scorsese (Hugo Cabret)
- Beste Hauptdarstellerin (Drama): Meryl Streep (Die Eiserne Lady)
- Beste Hauptdarstellerin (Komödie/Musical): Michelle Williams (My Week with Marilyn)
- Bester Hauptdarsteller (Drama): George Clooney (The Descendants – Familie und andere Angelegenheiten)
- Bester Hauptdarsteller (Komödie/Musical): Jean Dujardin (The Artist)
- Bester fremdsprachiger Film: Nader und Simin – Eine Trennung (Iran)

Vollständige Liste der Preisträger

### Bayerischer Filmpreis
Die Verleihung des 33. Bayerischen Filmpreises fand am 20. Januar 2012 statt.
- Beste Produktion: Halt auf freier Strecke und Hotel Lux
- Beste Darstellerin: Bettina Mittendorfer in Eine ganz heiße Nummer
- Schauspiel: Milan Peschel und Steffi Kühnert in Halt auf freier Strecke
- Beste Nachwuchsdarstellerin: Jella Haase in Kriegerin und Lollipop Monster
- Beste Regie: Doris Dörrie für Glück
- Beste Nachwuchsregie: David Wnendt für Kriegerin
- Bestes Drehbuch: Christian Zübert für Dreiviertelmond
- Ehrenpreis: Wim Wenders

### Sundance
Das 28. Sundance Film Festival fand vom 19. bis 29. Januar 2012 in Park City, Utah statt.
- Großer Preis der Jury: Spielfilm – Beasts of the Southern Wild
- Großer Preis der Jury: Dokumentarfilm – The House I Live In
- Großer Preis der Jury „World Cinema“: Spielfilm – Violeta Parra
- Großer Preis der Jury „World Cinema“: Dokumentarfilm – Shilton Ha Chok (The Law in These Parts)

### Österreichischer Filmpreis

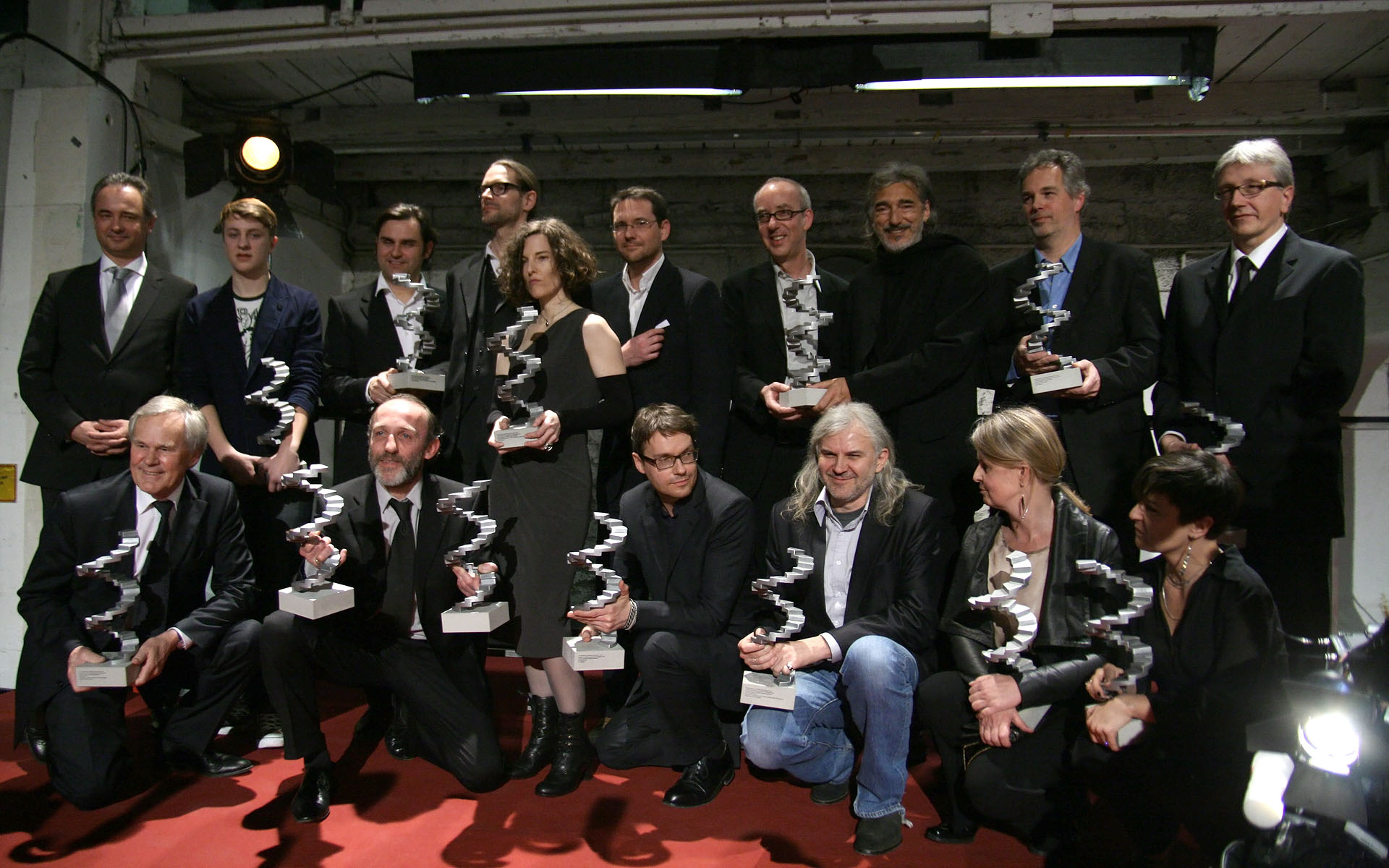
Preisträger des Österreichischen Filmpreises 2012

Die Verleihung des 2. Österreichischen Filmpreises fand am 27. Januar 2012 statt.
- Bester Spielfilm: Atmen
- Beste Regie: Karl Markovics für Atmen
- Bester Darsteller: Thomas Schubert in Atmen
- Beste Darstellerin: Ursula Strauss in Vielleicht in einem anderen Leben
- Bester Dokumentarfilm: Whores’ Glory – Regie: Michael Glawogger

Vollständige Liste der Preisträger

### British Academy Film Award
Die 65. BAFTA-Award-Verleihung fand am 12. Februar 2012 statt.
- Bester Film: The Artist – Regie: Michel Hazanavicius
- Bester britischer Film: Dame, König, As, Spion – Regie: Tomas Alfredson
- Beste Regie: Michel Hazanavicius (The Artist)
- Beste Hauptdarstellerin: Meryl Streep (Die Eiserne Lady)
- Bester Hauptdarsteller: Jean Dujardin (The Artist)
- Bester nicht-englischsprachiger Film: Die Haut, in der ich wohne (Spanien)

Vollständige Liste der Preisträger

### Berlinale
Die 62. Internationalen Filmfestspiele Berlin fanden vom 9. Februar bis zum 19. Februar 2012 statt.
- Bester Film: Cäsar muss sterben – Regie: Paolo und Vittorio Taviani
- Großer Preis der Jury: Just the Wind – Regie: Bence Fliegauf
- Beste Regie: Christian Petzold (Barbara)
- Bester Darsteller: Mikkel Boe Følsgaard (Die Königin und der Leibarzt)
- Beste Darstellerin: Rachel Mwanza (Rebelle)

Vollständige Liste der Preisträger

### César
Die 37. César-Verleihung fand am 24. Februar 2012 statt.
- Bester Film: The Artist – Regie: Michel Hazanavicius
- Bester Regisseur: Michel Hazanavicius (The Artist)
- Bester Hauptdarsteller: Omar Sy (Ziemlich beste Freunde)
- Beste Hauptdarstellerin: Bérénice Bejo (The Artist)
- Bester fremdsprachiger Film: Nader und Simin – Eine Trennung (Iran)

Vollständige Liste der Preisträger

### Oscar
Die 84. Oscar-Verleihung fand am 26. Februar 2012 statt.
- Bester Film: The Artist – Regie: Michel Hazanavicius
- Bester Regisseur: Michel Hazanavicius (The Artist)
- Beste Hauptdarstellerin: Meryl Streep (Die Eiserne Lady)
- Bester Hauptdarsteller: Jean Dujardin (The Artist)
- Bester fremdsprachiger Film: Nader und Simin – Eine Trennung (Iran)

Vollständige Liste der Preisträger

### Deutscher Filmpreis
Die Verleihung des Deutschen Filmpreises Lola fand am 27. April 2012 statt.
- Bester Spielfilm: Halt auf freier Strecke – Regie: Andreas Dresen
- Beste Regie: Andreas Dresen (Halt auf freier Strecke)
- Bester Hauptdarsteller: Milan Peschel (Halt auf freier Strecke)
- Beste Hauptdarstellerin: Alina Levshin (Kriegerin)

Vollständige Liste der Preisträger

### Cannes
Die 65. Internationalen Filmfestspiele von Cannes fanden vom 16. Mai bis 27. Mai 2012 statt.
- Goldene Palme: Liebe – Regie: Michael Haneke
- Große Preis der Jury: Reality – Regie: Matteo Garrone
- Beste Regie: Carlos Reygadas (Post tenebras lux)
- Bester Darsteller: Mads Mikkelsen (Jagten)
- Beste Darstellerin: Cristina Flutur und Cosmina Stratan (După dealuri)
- Bestes Drehbuch: Cristian Mungiu (După dealuri)

Vollständige Liste der Preisträger

### Venedig
Die 69. Internationalen Filmfestspiele von Venedig fanden vom 29. August bis 8. September 2012 statt.
- Goldener Löwe: Pieta – Regie Kim Ki-duk
- Silberner Löwe – Beste Regie: Paul Thomas Anderson (The Master)
- Spezialpreis der Jury: Paradies: Glaube – Regie: Ulrich Seidl
- Coppa Volpi – Bester Darsteller: Philip Seymour Hoffman und Joaquin Phoenix (The Master)
- Coppa Volpi – Beste Darstellerin: Hadas Yaron (Lemale et Ha’chalal)
- Marcello-Mastroianni-Preis: Fabrizio Falco (Bella addormentata und È stato il figlio)
- Bestes Drehbuch: Olivier Assayas (Après mai)

Liste der Wettbewerbsbeiträge

### Europäischer Filmpreis
Die 25. Verleihung des Europäischen Filmpreises fand am 1. Dezember 2012 in Valletta, Malta, statt.
- Bester europäischer Film: Liebe – Regie: Michael Haneke
- Beste Regie: Michael Haneke (Liebe)
- Bester Darsteller: Jean-Louis Trintignant (Liebe)
- Beste Darstellerin: Emmanuelle Riva (Liebe)

Vollständige Liste der Preisträger

### Weitere Filmpreise und Auszeichnungen
- AACTA Awards: Bester Film: The Artist; Beste Produktion: Thomas Langmann für The Artist, Beste Regie: Michel Hazanavicius für The Artist; Bester Schauspieler: Jean Dujardin in The Artist; Beste Schauspielerin: Meryl Streep in Die Eiserne Lady … mehr
- AFI Life Achievement Awards: Shirley MacLaine
- Amanda:[7] Bester norwegischer Film: Mach’ mich an, verdammt nochmal! von Jannicke Systad Jacobsen; Bester ausländischer Film: Drive von Nicolas Winding Refn; Beste Regie: Joachim Trier; Beste Schauspielerin: Noomi Rapace; Bester Schauspieler: Kristoffer Joner
- ASC Awards:[8] Beste Kameraarbeit bei einem Kinofilm: Emmanuel Lubezki für The Tree of Life; Lebenswerk: Dean Semler; Lebenswerk international: Robby Müller; Lebenswerk für Fernseharbeiten: William Wages … mehr
- Blue Dragon Awards: Bester Film: Pieta; Bester Regie: Chung Ji-young für Unbowed; Beste Schauspielerin: Lim Su-jeong in All About My Wife; Bester Schauspieler: Choi Min-sik in Nameless Gangster
- Cairo International Film Festival:[9] Bester Film: Rendez-vous à Kiruna von Anna Novion; Beste Schauspielerin: Vanessa Di Quattro in Brecha en el silencio; Bester Schauspieler: Marian Dziędziel in Piąta pora roku
- Chicago Film Critics Association Awards: Bester Film und Beste Regie: Zero Dark Thirty von Kathryn Bigelow; Bester Hauptdarsteller: Daniel Day-Lewis in Lincoln; Beste Hauptdarstellerin: Jessica Chastain in Zero Dark Thirty … mehr
- Critics’ Choice Movie Awards: Bester Film und Beste Regie: The Artist von Michel Hazanavicius; Bester Hauptdarsteller: George Clooney in The Descendants – Familie und andere Angelegenheiten; Beste Hauptdarstellerin: Viola Davis in The Help; Bestes Originaldrehbuch: Woody Allen für Midnight in Paris … mehr
- David di Donatello: Bester italienischer Film: Cäsar muss sterben; Bester ausländischer Film: Nader und Simin – Eine Trennung; Bester europäischer Film: Ziemlich beste Freunde
- Deutscher Drehbuchpreis: Stefan Kolditz für Es war einmal
- Deutscher Kurzfilmpreis: Spielfilme bis 7 Minuten: The Centrifuge Brain Project von Till Nowak; Spielfilme bis 30 Minuten: Heimkommen von Micah Magee; Dokumentarfilm: Feiertage von Christin Freitag und Hanna Mayser; Animationsfilm: Die Prinzessin, der Prinz und der Drache mit den grünen Augen von Jakob Schuh und Bin-Han To; Experimentalfilm: Ich fahre mit dem Fahrrad in einer halben Stunde bis an den Rand der Atmosphäre von Michel Klöfkorn; Sonderpreis Spielfilm von 30 bis 78 Minuten: Dicke Mädchen von Axel Ranisch
- Directors Guild of America Awards:[10] Beste Regie – Spielfilm: Michel Hazanavicius für The Artist; Beste Regie – Fernsehfilm oder Miniserie: Jon Cassar für Die Kennedys; Beste Regie – Dokumentarfilm: James Marsh für Project Nim
- Festival d’Animation Annecy: Bester Langfilm: Crulic – drumul spre dincolo von Anca Damian; Bester Kurzfilm: Tram von Michael Pavlátová; Beste Fernsehproduktion: Die Episode „Nightmare Sauce“ der Fernsehserie Secret Mountain Fort Awesome
- Festival Internacional de Cine de Donostia-San Sebastián: Goldene Muschel: In ihrem Haus von François Ozon; Silberne Muschel: Fernando Trueba für Das Mädchen und der Künstler; Donostia Award: Oliver Stone, Ewan McGregor, Tommy Lee Jones, John Travolta und Dustin Hoffman
- Filmfestival Max Ophüls Preis: Max-Ophüls-Preis: Michael von Markus Schleinzer; Mittellanger Film: Heilig Abend mit Hase von Lilli Thalgott; Kurzfilm: DVA von Mickey Nedimovic; Darstellerpreise: Peri Baumeister und Michael Fuith … mehr
- Filmpreis des Nordischen Rates: Play – Nur ein Spiel? von Ruben Östlund
- FIPRESCI-Preis: Grand Prix für den Film des Jahres: Liebe von Michael Haneke
- Gilde-Filmpreis: Bester Spielfilm international: Liebe von Michael Haneke; national: Barbara von Christian Petzold; Dokumentarfilm: Die Wohnung von Arnon Goldfinger; Kinderfilm: Tom und Hacke von Norbert Lechner
- International Film Festival of India:[11] Bester Film: Anhey Ghorhey Da Daan; Beste Regie: Jeon Kyu-hwan für The Weight (Muge); Bester Schauspieler: Marcin Dorociński in Rose (Róża); Beste Schauspielerin: Anjali Patil in With You, Without You (Oba Nathuwa Oba Ekka): Spezialpreis der Jury: Lucy Mulloy für Una Noche – Eine Nacht in Havanna
- Internationale Hofer Filmtage: Filmpreis der Stadt Hof: Jessica Schwarz; Förderpreis Neues Deutsches Kino: Juan Sarmiento (Kamera) und David J. Rauschning (Schnitt) für Am Himmel der Tag; Millbrook Autorenpreis: Sabine Hiebler und Gerhard Ertl für Anfang 80; Eastman Förderpreis: Stanislav Güntner für Nemetz
- Internationales Filmfestival Karlovy Vary: Kristallglobus: Martin Lund für The Almost Man; Beste Regie: Rafaël Ouellet für Camion; Beste Darstellerin: Leila Hatami in The Last Step; Bester Darsteller: Henrik Rafaelsen in The Almost Man und Eryk Lubos in To Kill a Beaver; Spezialpreis der Jury: Marco Tullio Giordana für Piazza Fontana: The Italian Conspiracy … mehr
- Internationales Filmfestival Mannheim-Heidelberg: Großer Preis: Soote Payan von Niki Karimi; Rainer Werner Fassbinder-Preis: Lycka Till Och ta Hand om Varandra von Jens Sjögren; Publikumspreis: Now, Forager – A Film about Love and Fungi von Jason Cortlund und Julia Halperin … mehr
- Internationales Filmfestival von Locarno:[12] Goldener Leopard: La Fille de nulle part von Jean-Claude Brisseau; Beste Regie: Ying Liang für Wo hai you hua yao shou (When Night Falls); Bester Schauspieler: Walter Saabel in Der Glanz des Tages; Beste Schauspielerin: An Nai in Wo hai you hua yao shou; Ehrenleopard: Leos Carax
- Internationales Filmfestival Warschau: Warsaw Grand Prix: Tango Libre von Frédéric Fonteyne; Publikumspreis (Spielfilm): Imagine von Andrzej Jakimowski … mehr
- Kansas City Film Critics Circle Awards: Bester Film: The Master; Beste Regie: Ang Lee für Life of Pi: Schiffbruch mit Tiger; Bester Hauptdarsteller: Daniel Day-Lewis in Lincoln; Beste Hauptdarstellerin: Jennifer Lawrence in Silver Linings … mehr
- London Critics’ Circle Film Awards: The Artist von Michel Hazanavicius; Bester britischer Film: We Need to Talk About Kevin von Lynne Ramsay; Bester fremdsprachiger Film: Nader und Simin – Eine Trennung von Asghar Farhadi … mehr
- Lux-Filmpreis des EU-Parlaments: Shun Li und der Dichter von Andrea Segre
- MTV Movie Awards: Bester Film: Breaking Dawn – Biss zum Ende der Nacht, Teil 1; Bester Schauspieler: Josh Hutcherson in Die Tribute von Panem – The Hunger Games; Beste Schauspielerin: Jennifer Lawrence in Die Tribute von Panem – The Hunger Games; Beste Filmmusik: Party Rock Anthem von LMFAO in 21 Jump Street … mehr
- Nastro d’Argento: Regie des besten italienischen Films: Paolo Sorrentino für Cheyenne – This Must Be the Place; Bester europäischer Film: The Artist von Michel Hazanavicius; Bester außereuropäischer Film: Drive von Nicolas Winding Refn … mehr
- National Board of Review Awards: Bester Film und Beste Regie: Zero Dark Thirty von Kathryn Bigelow; Bester Hauptdarsteller: Bradley Cooper in Silver Linings; Beste Hauptdarstellerin: Jessica Chastain in Zero Dark Thirty … mehr
- National Society of Film Critics: Bester Film: Melancholia von Lars von Trier; Beste Regie: The Tree of Life von Terrence Malick; Bester Hauptdarsteller: Brad Pitt in Die Kunst zu gewinnen – Moneyball und in The Tree of Life; Beste Hauptdarstellerin: Kirsten Dunst in Melancholia … mehr
- Prix Lumières: Bester Film: The Artist von Michel Hazanavicius; Beste Regie: Maïwenn Le Besco für Poliezei; Bester Darsteller: Omar Sy in Ziemlich beste Freunde; Beste Darstellerin: Bérénice Bejo in The Artist … mehr
- Screen Actors Guild Awards: Bester Hauptdarsteller: Jean Dujardin in The Artist; Beste Hauptdarstellerin: Viola Davis in The Help; Bester Nebendarsteller: Christopher Plummer in Beginners; Beste Nebendarstellerin: Octavia Spencer in The Help … mehr
- World Film Festival:[13] Grand Prix of the Americas: Ateşin düştüğü yer (Where the Fire Burns) von İsmail Güneş; Beste Regie: Jan Troell für The Last Sentence (Dom över död man); Beste Darstellerin: Brigitte Hobmeier in Ende der Schonzeit; Bester Darsteller: Karl Merkatz in Anfang 80; Special Grand Prix’: Invasion von Dito Tsintsadze und Miel de naranjas von Imanol Uribe

## 2012 Verstorbene

### Januar bis März
Januar

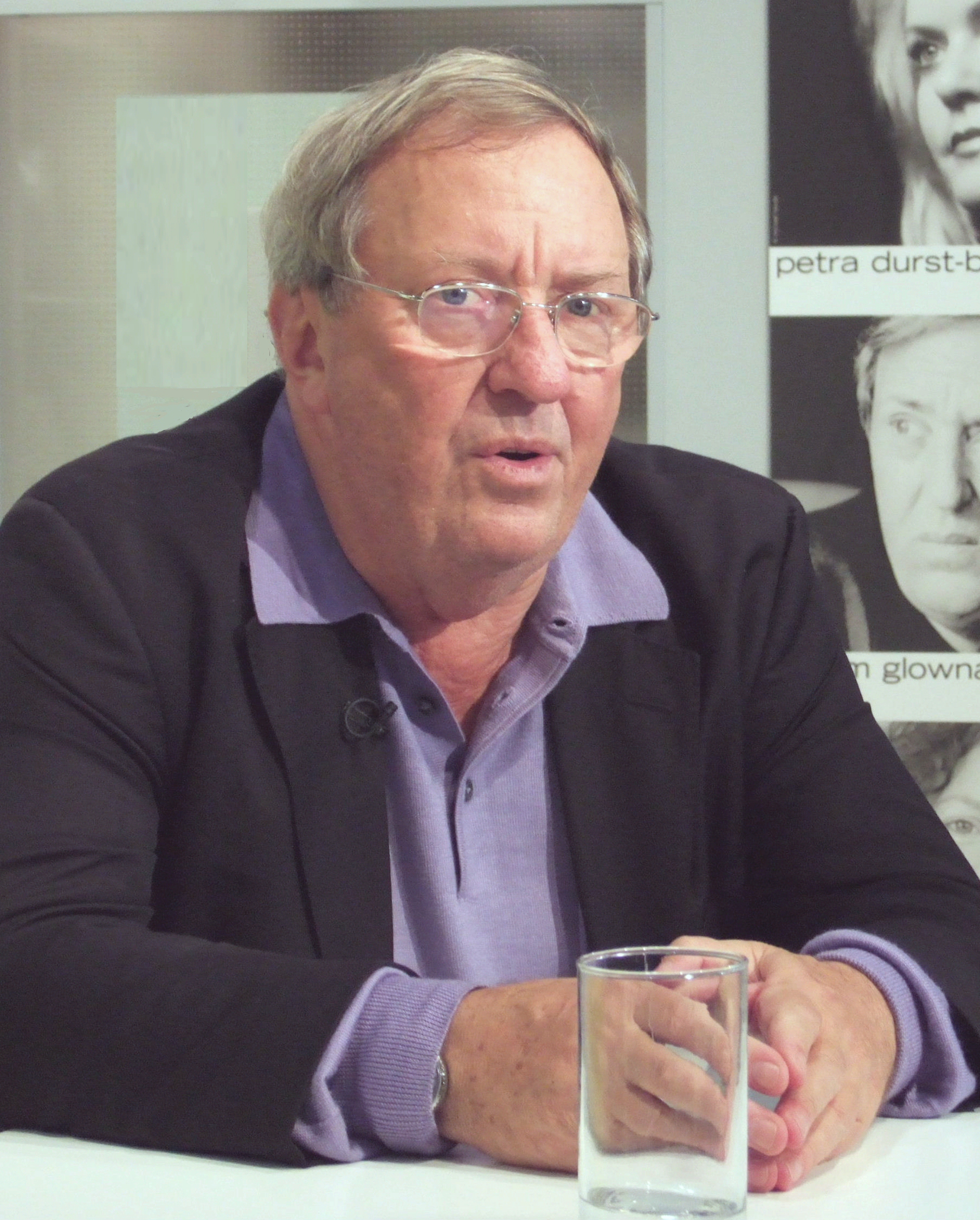
Vadim Glowna (1941–2012)

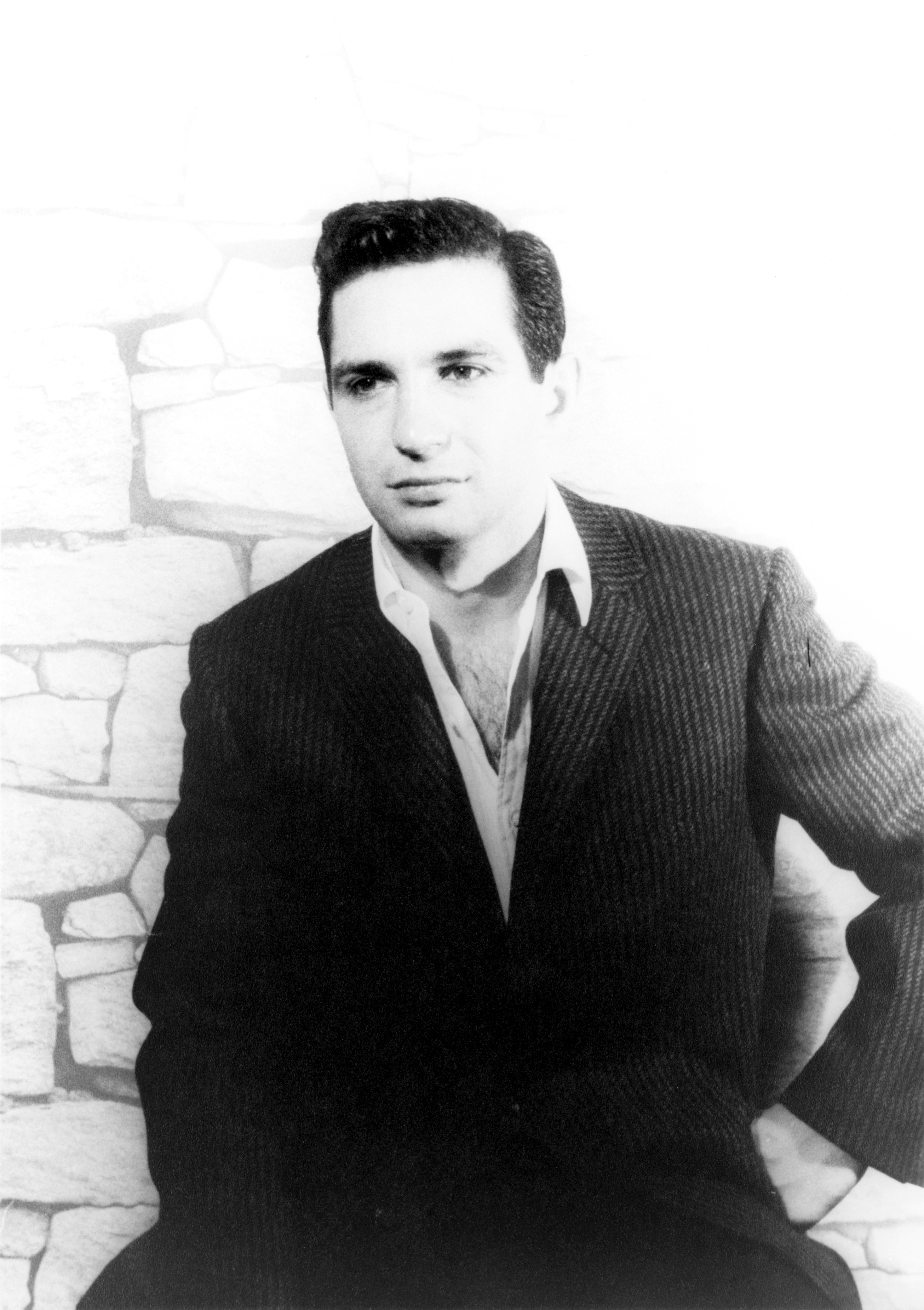
Ben Gazzara (1930–2012)

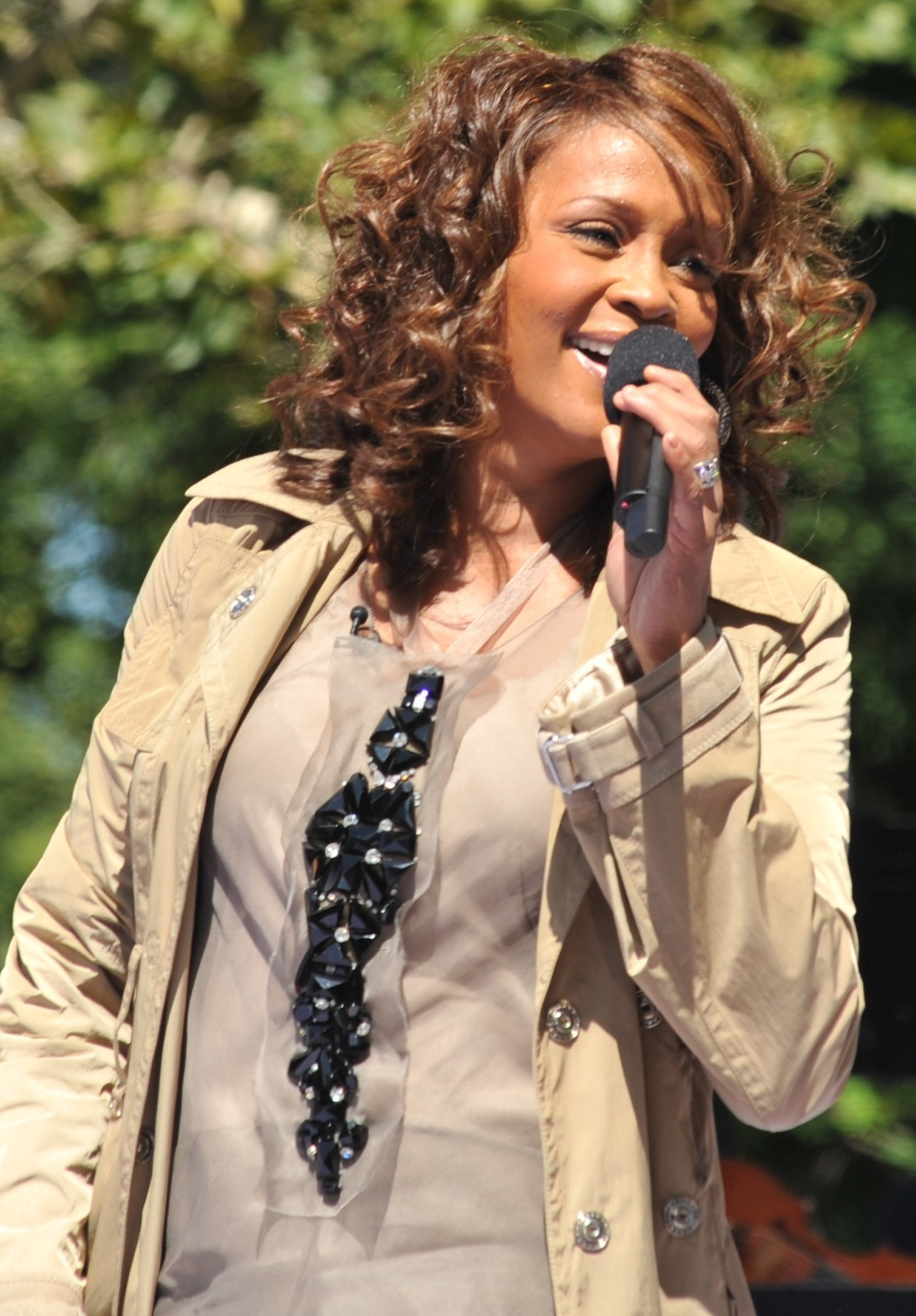
Whitney Houston (1963–2012)

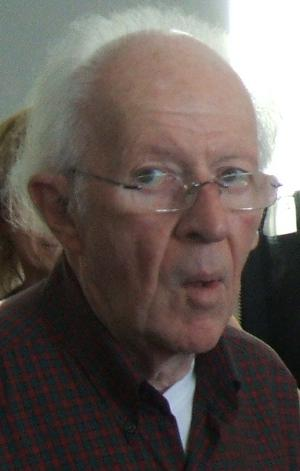
Ralph McQuarrie (1929–2012)

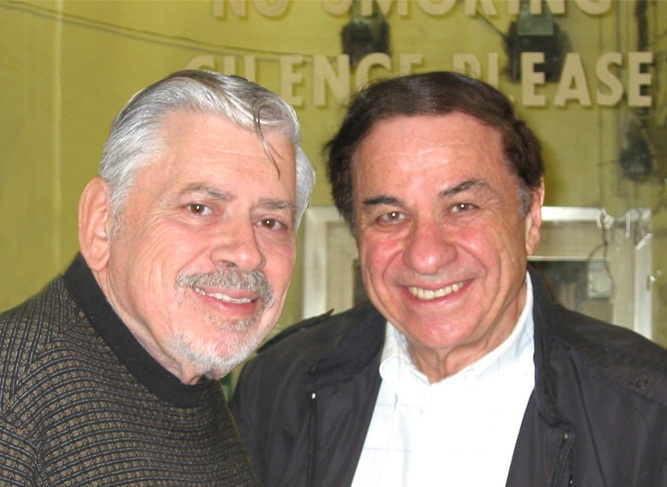
Robert B. Sherman (links) (1925–2012)

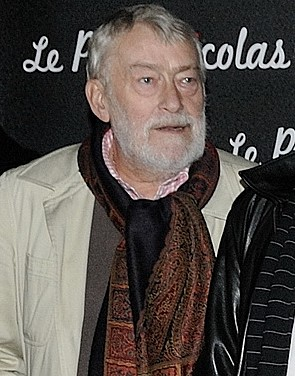
Michel Duchaussoy (1938–2012)

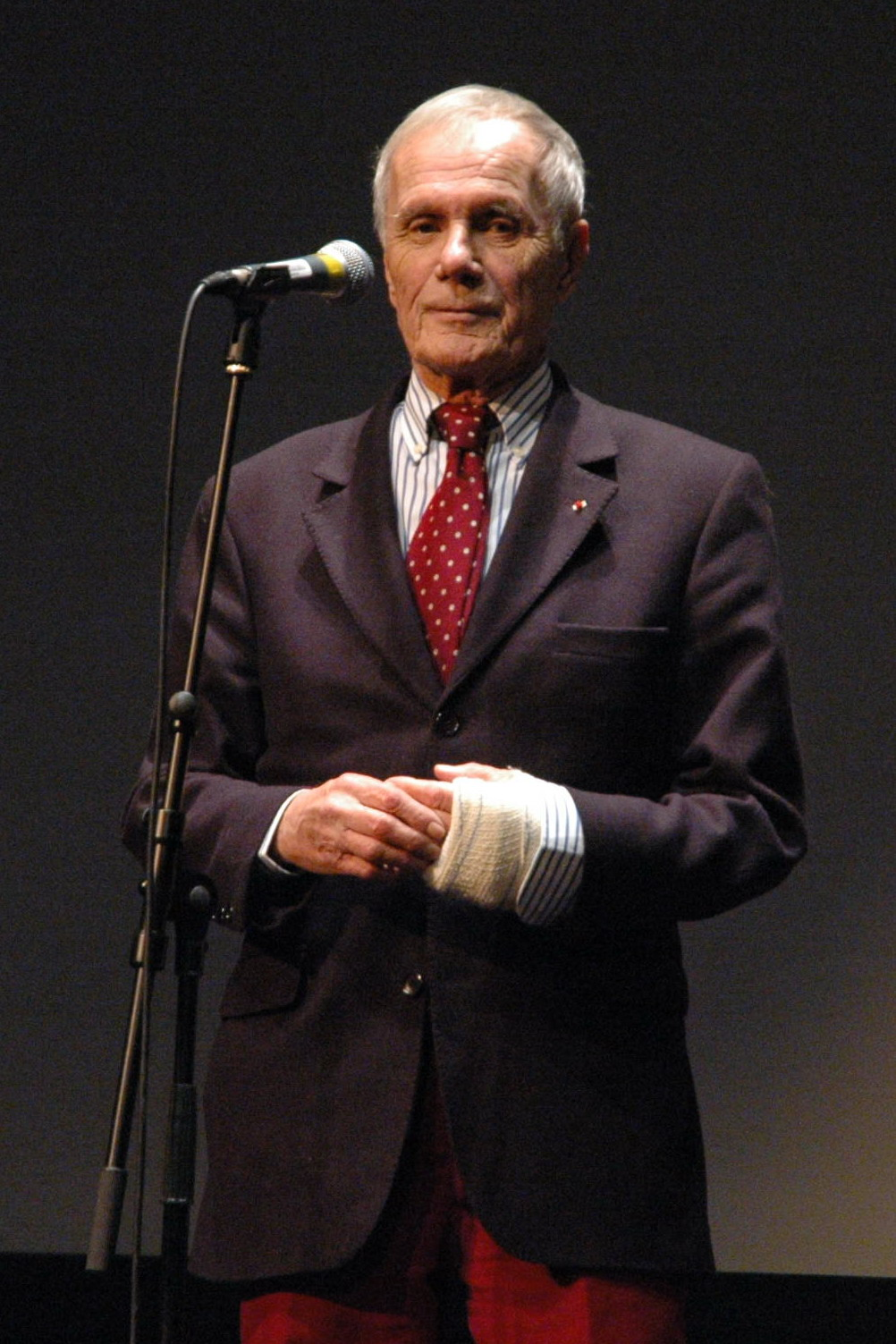
Pierre Schoendoerffer (1928–2012)

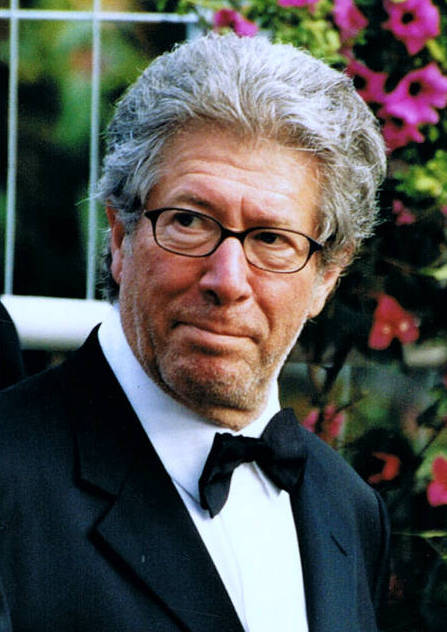
Claude Miller (1942–2012)

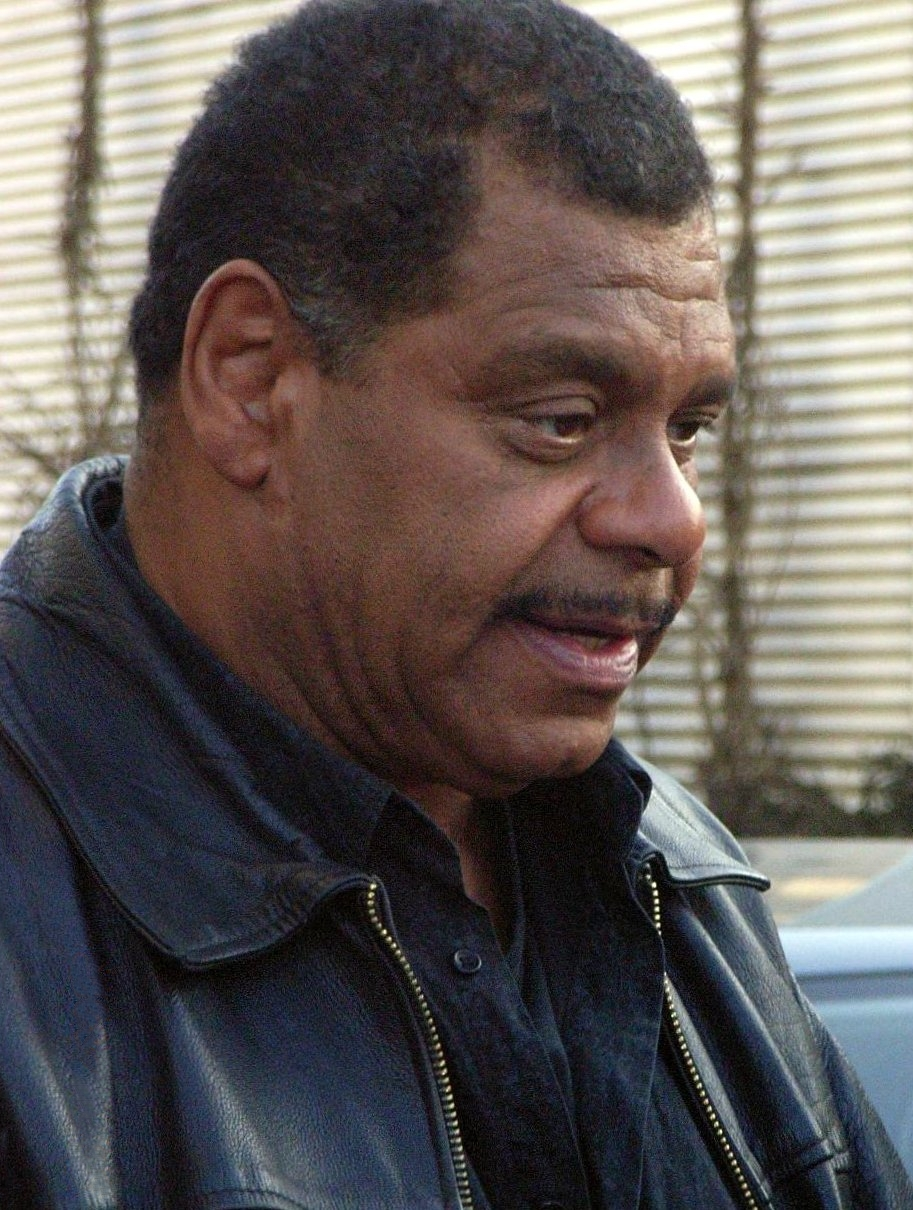
Günther Kaufmann (1947–2012)

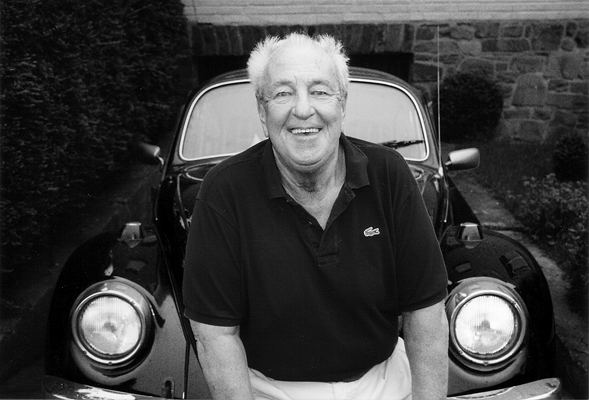
Heinz Eckner (1925–2012)

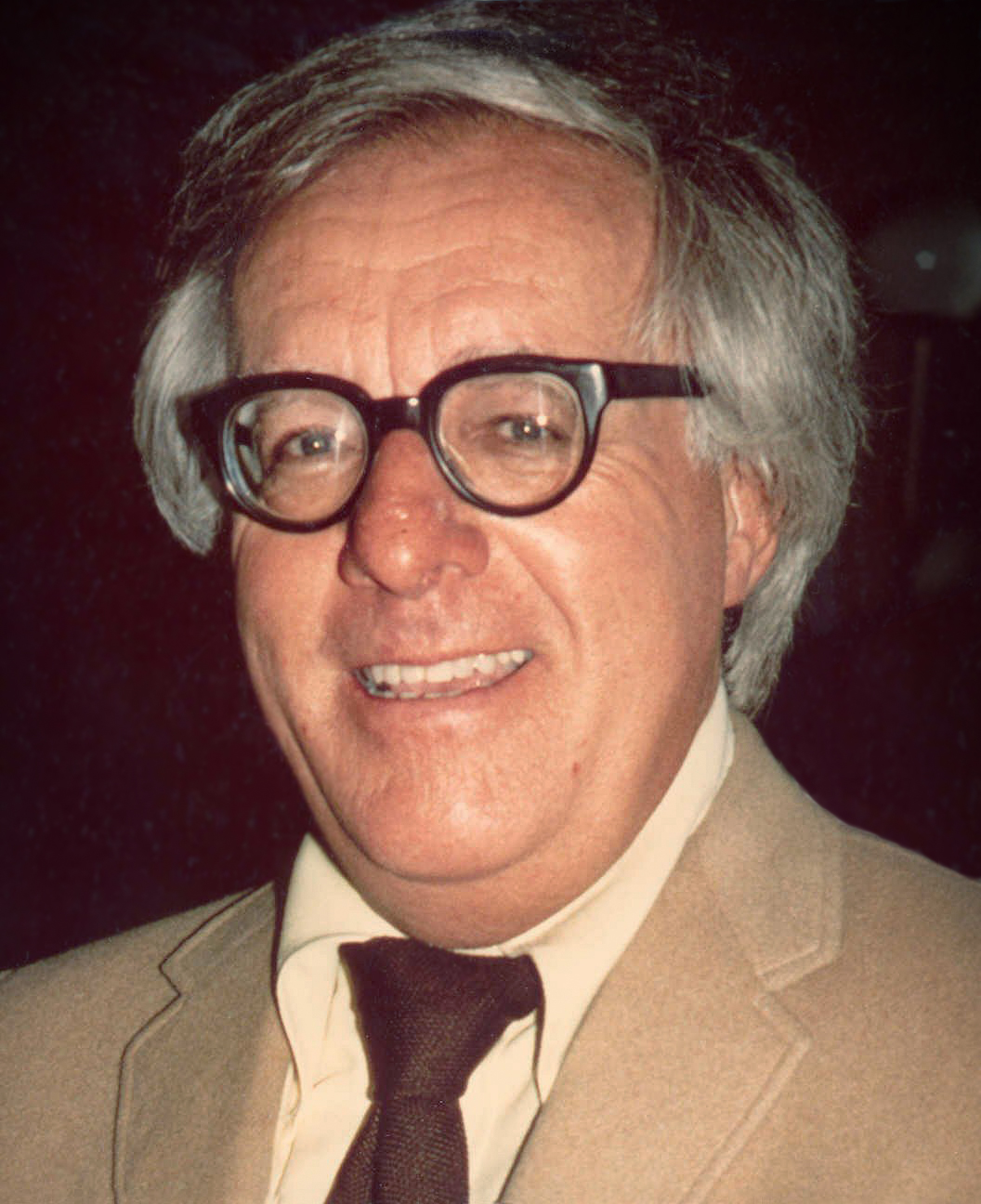
Ray Bradbury (1920–2012)

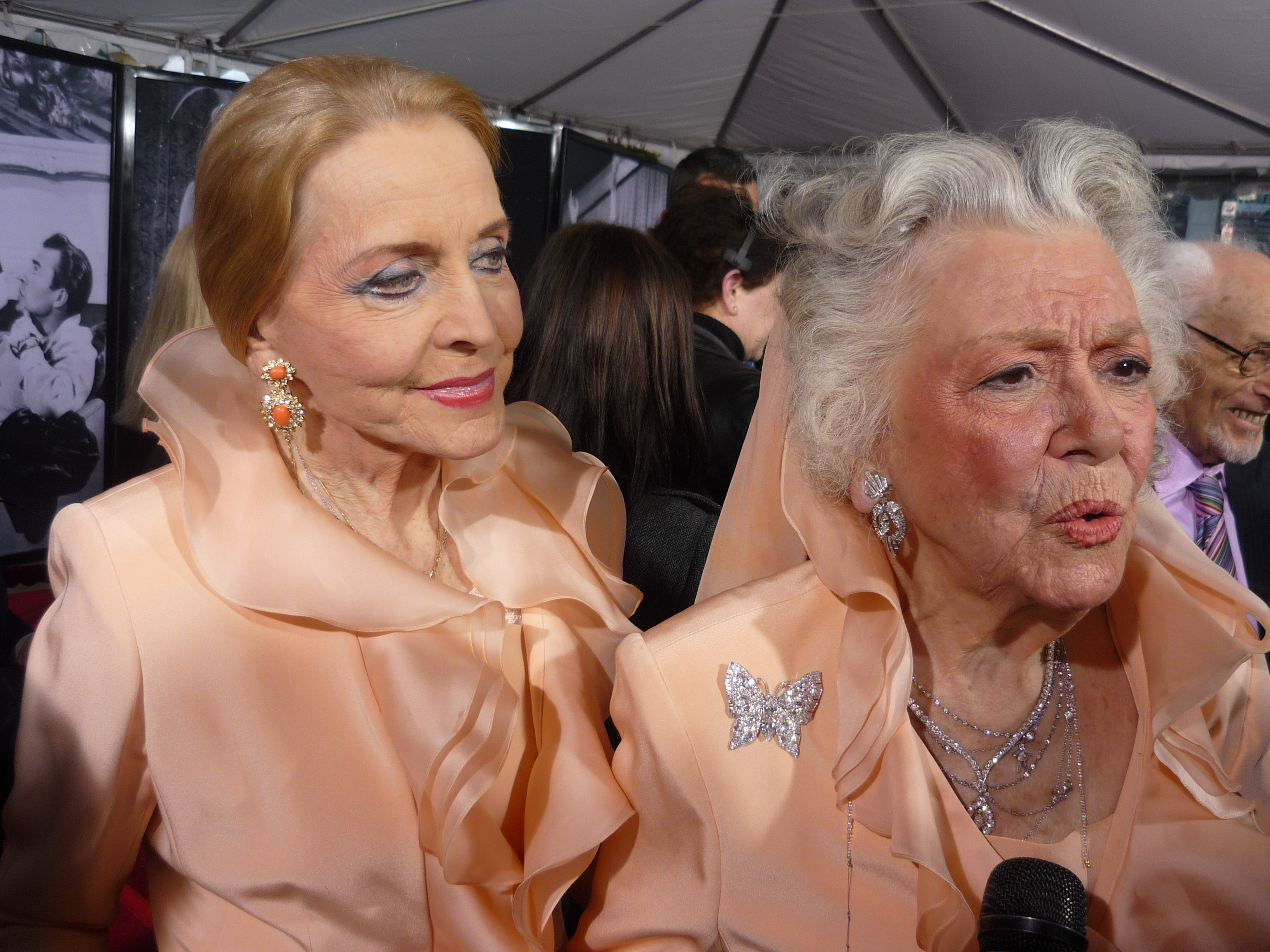
Ann Rutherford (rechts) (1920–2012)

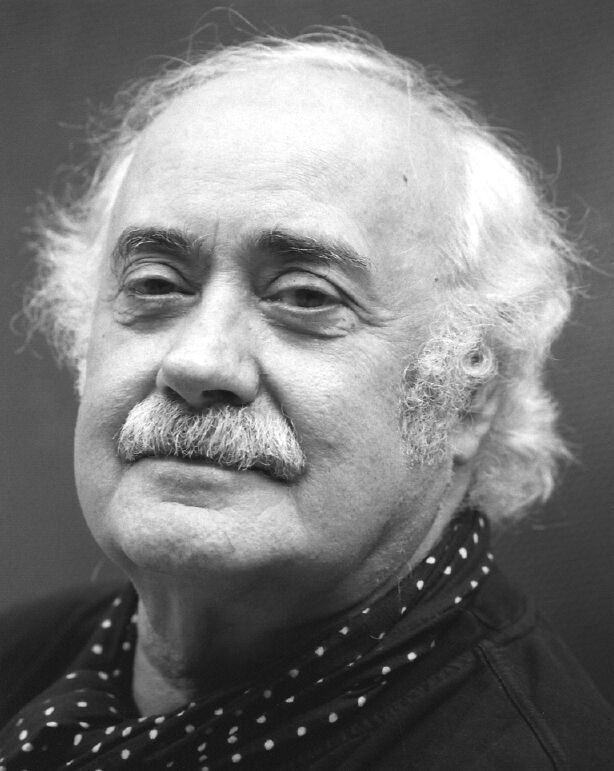
Victor Spinetti (1929–2012)

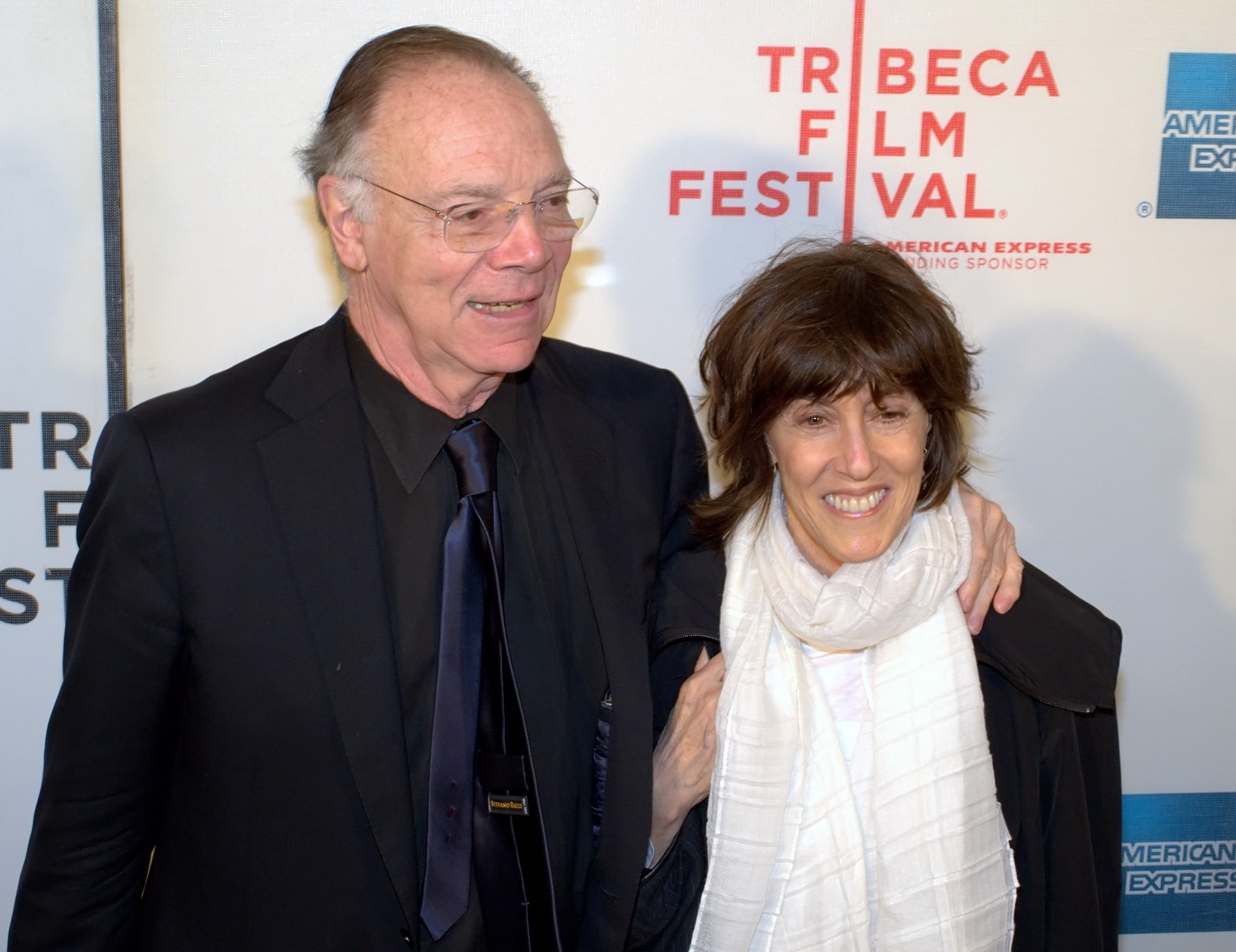
Nora Ephron (1941–2012)

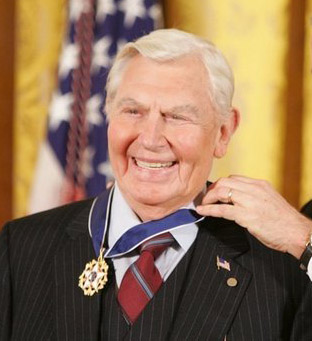
Andy Griffith (1926–2012)

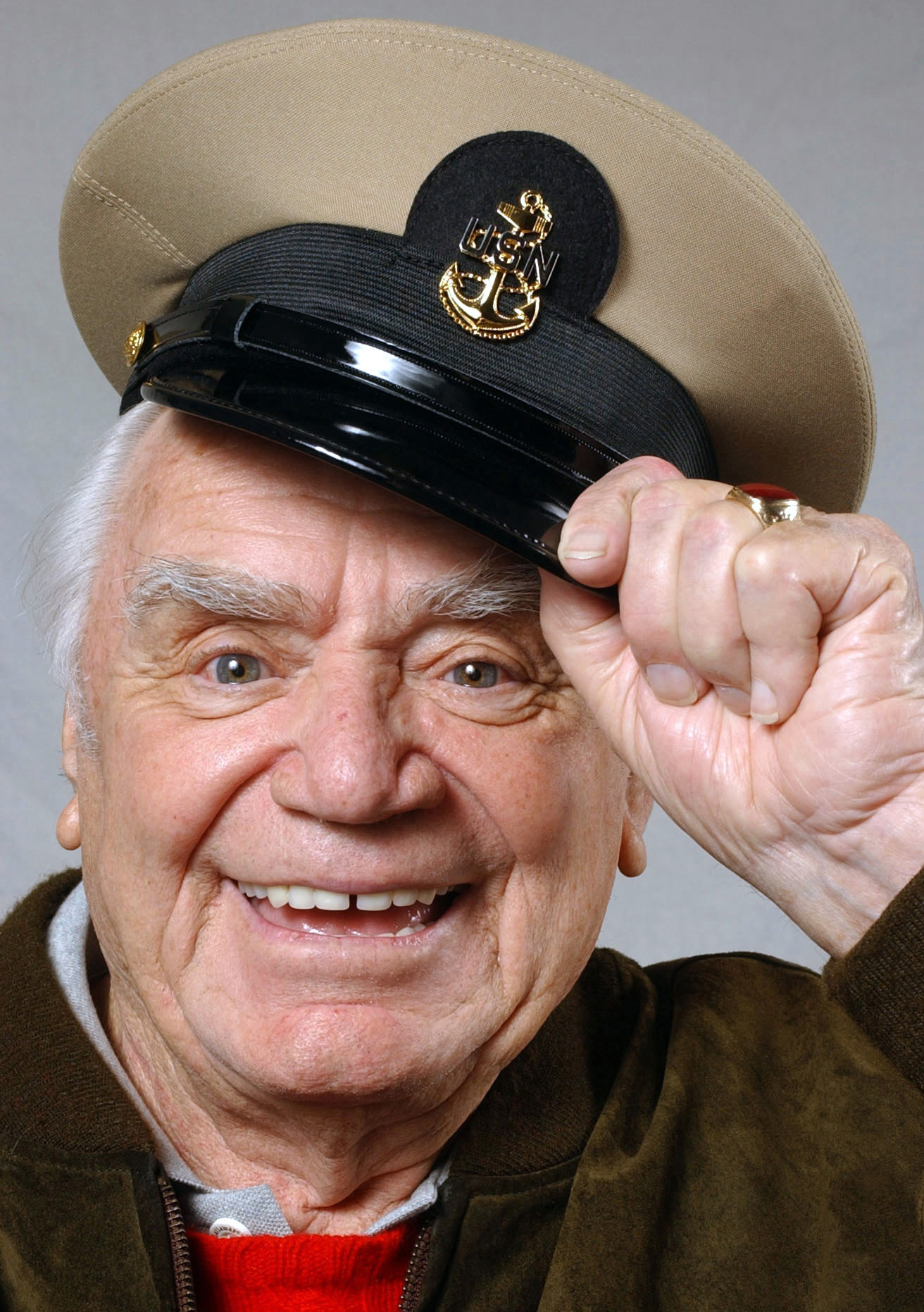
Ernest Borgnine (1917–2012)

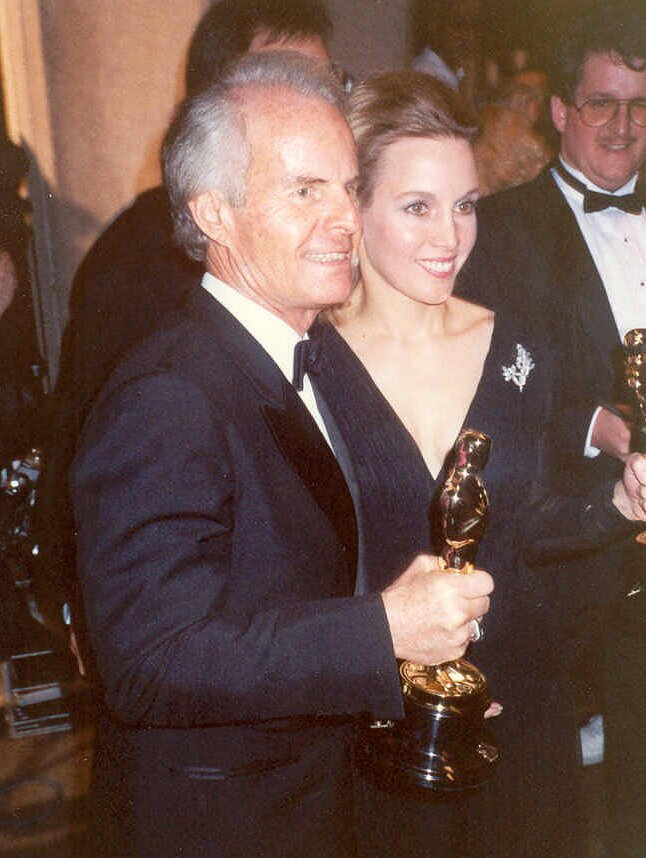
Richard D. Zanuck (1934–2012)

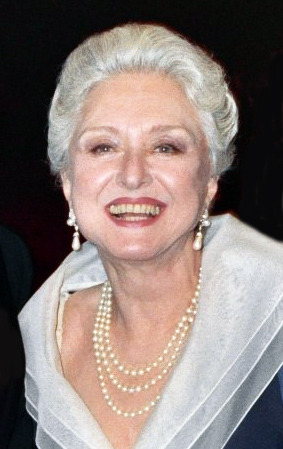
Celeste Holm (1917–2012)

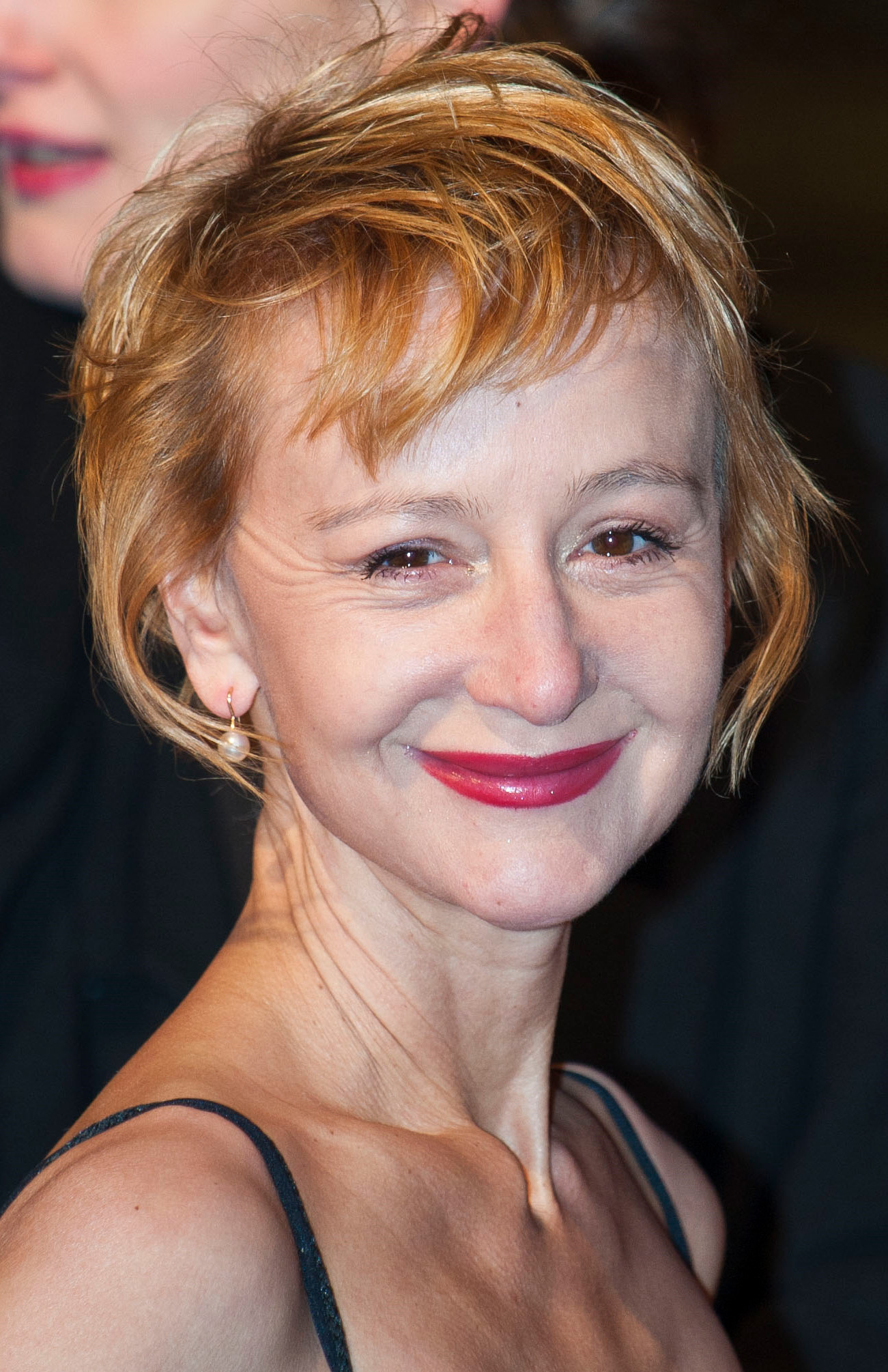
Susanne Lothar (1960–2012)

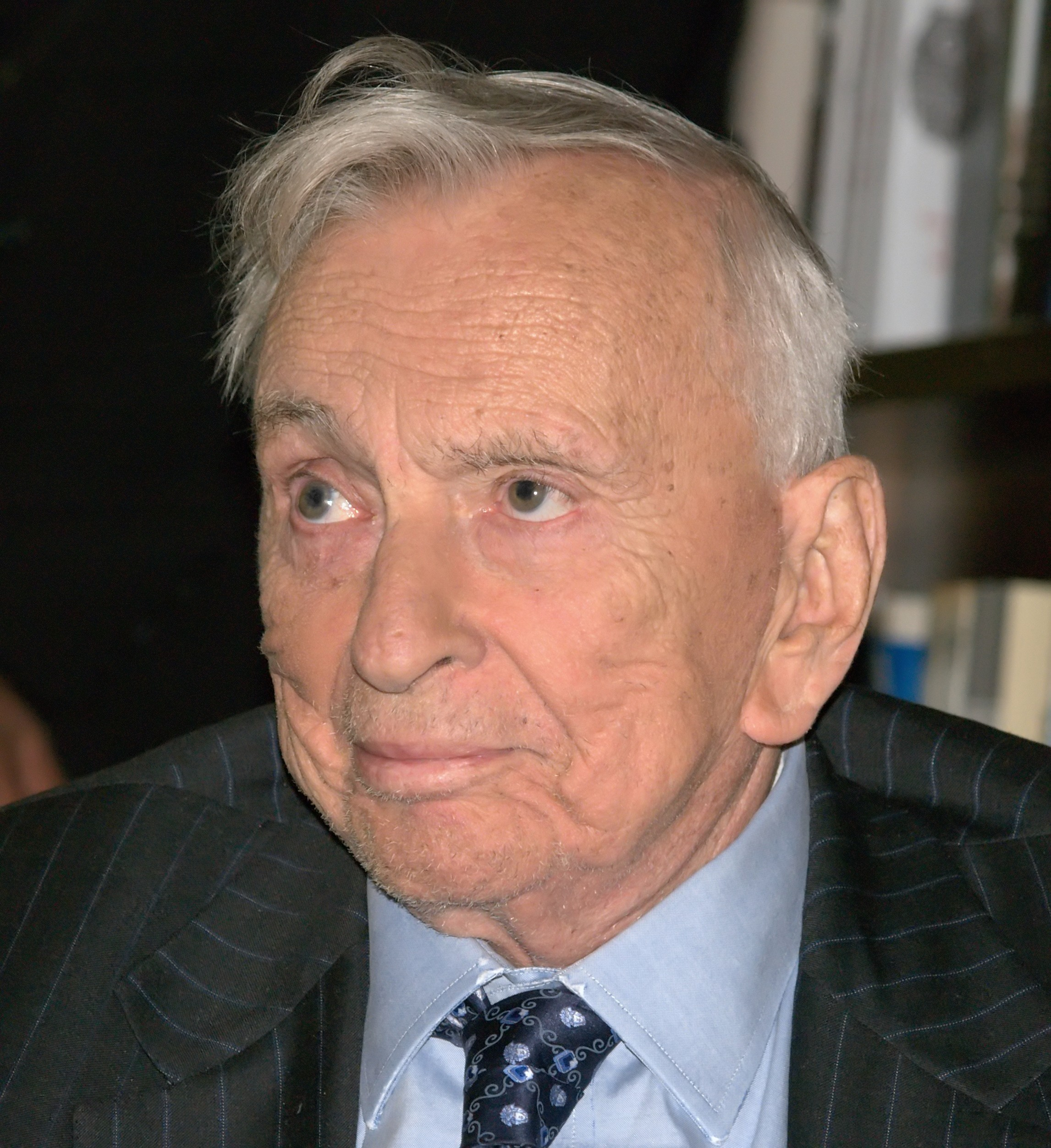
Gore Vidal (1925–2012)

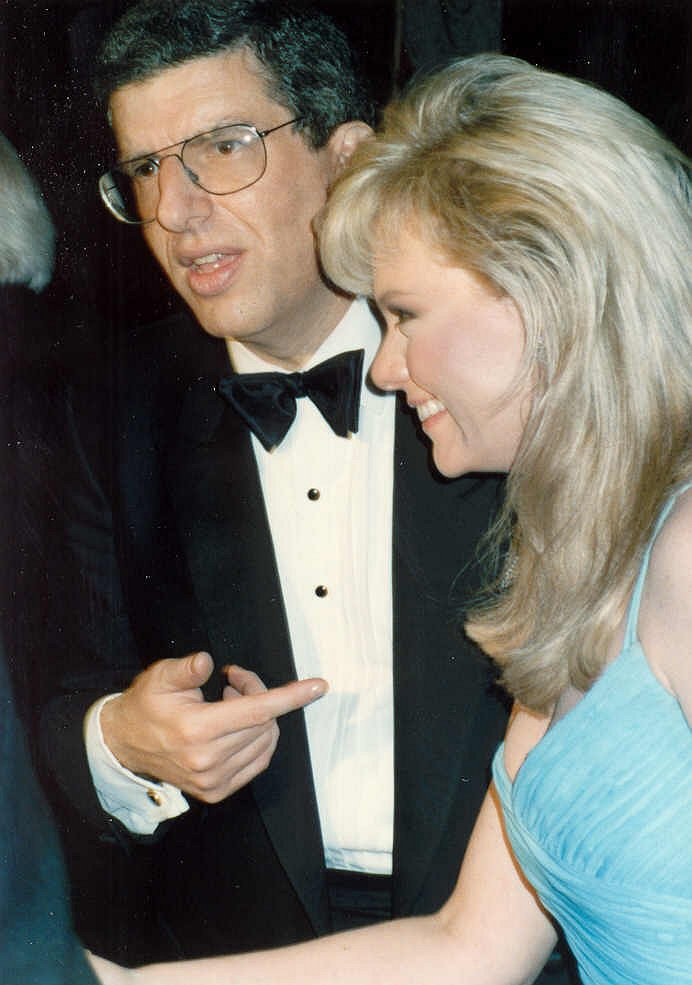
Marvin Hamlisch (1944–2012)

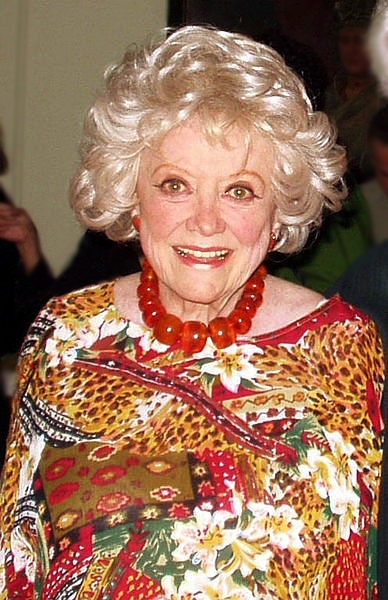
Phyllis Diller (1917–2012)

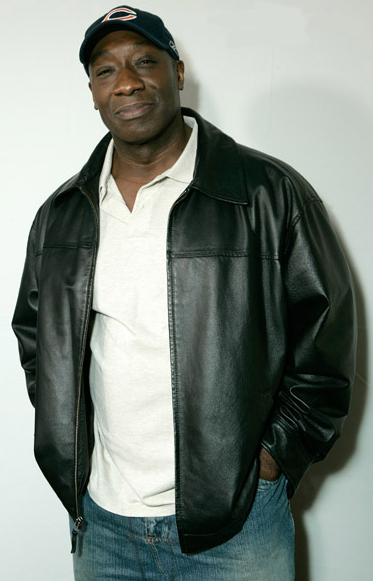
Michael Clarke Duncan (1957–2012)

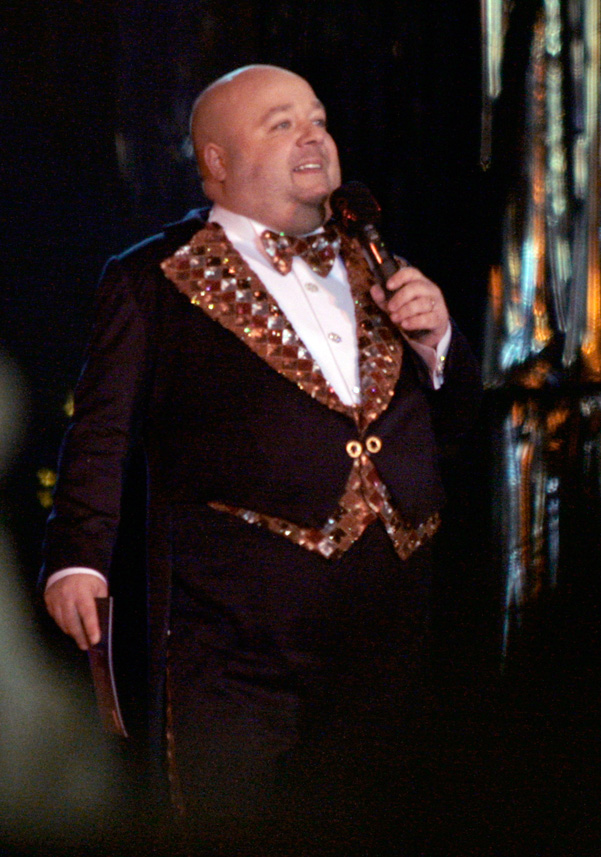
Dirk Bach (1961–2012)

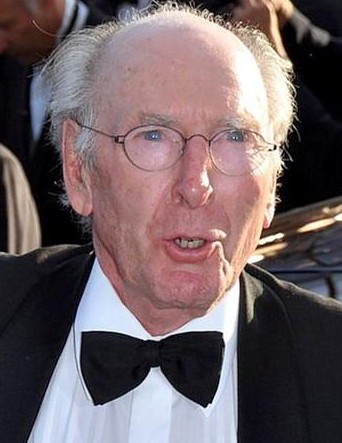
Claude Pinoteau (1925–2012)

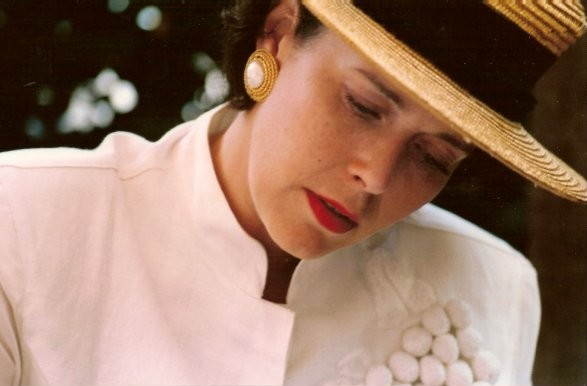
Sylvia Kristel (1952–2012)

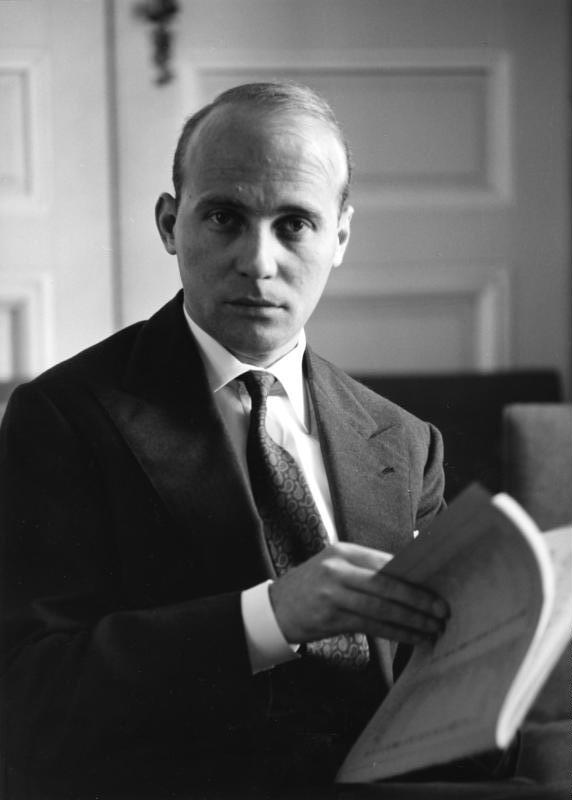
Hans Werner Henze (1926–2012)

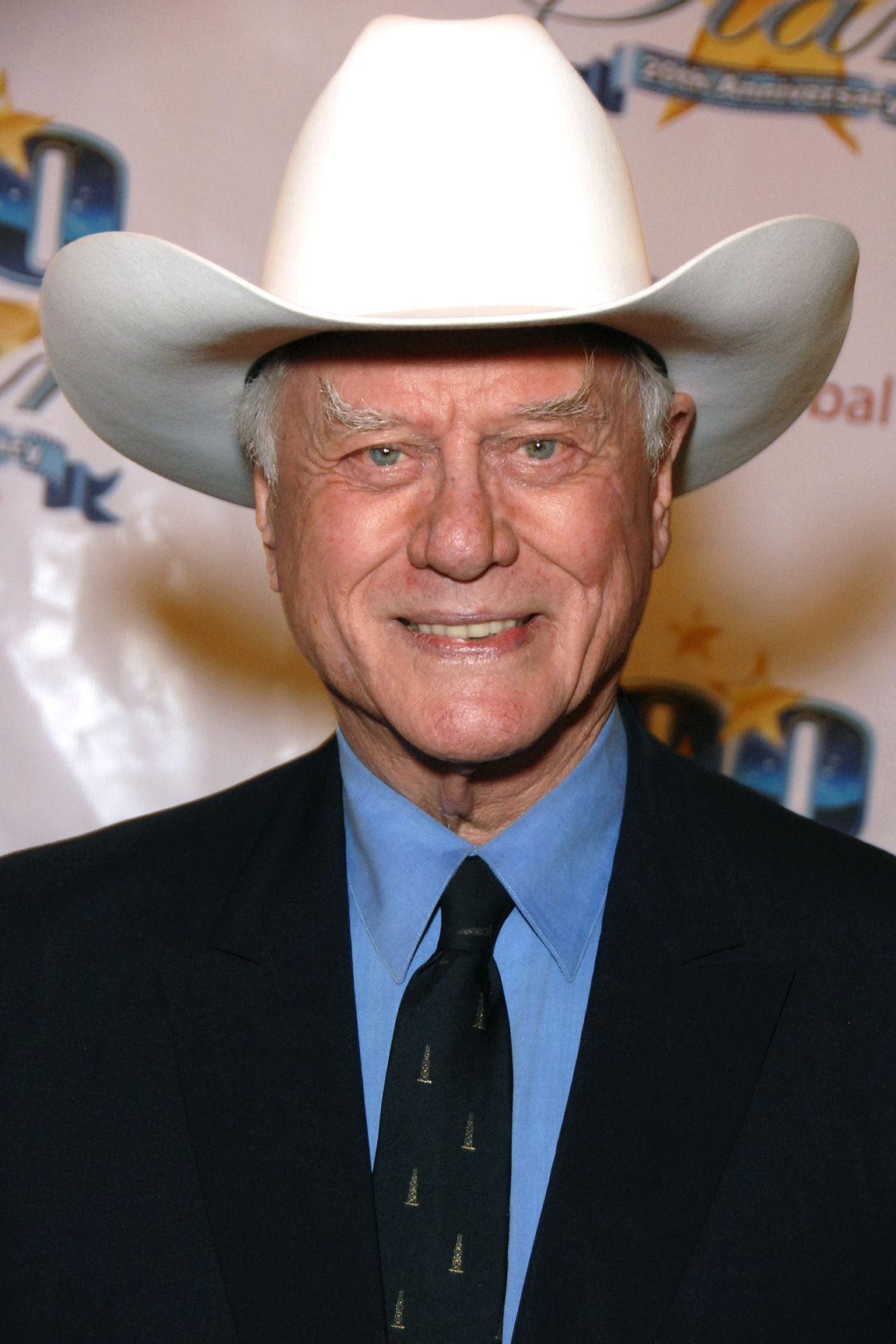
Larry Hagman (1931–2012)

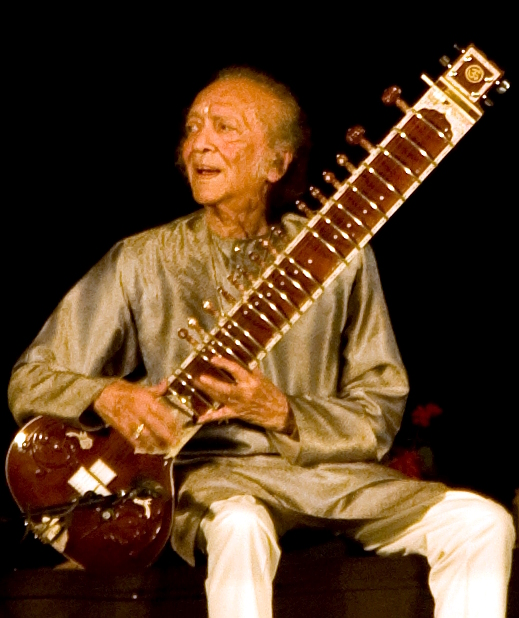
Ravi Shankar (1920–2012)

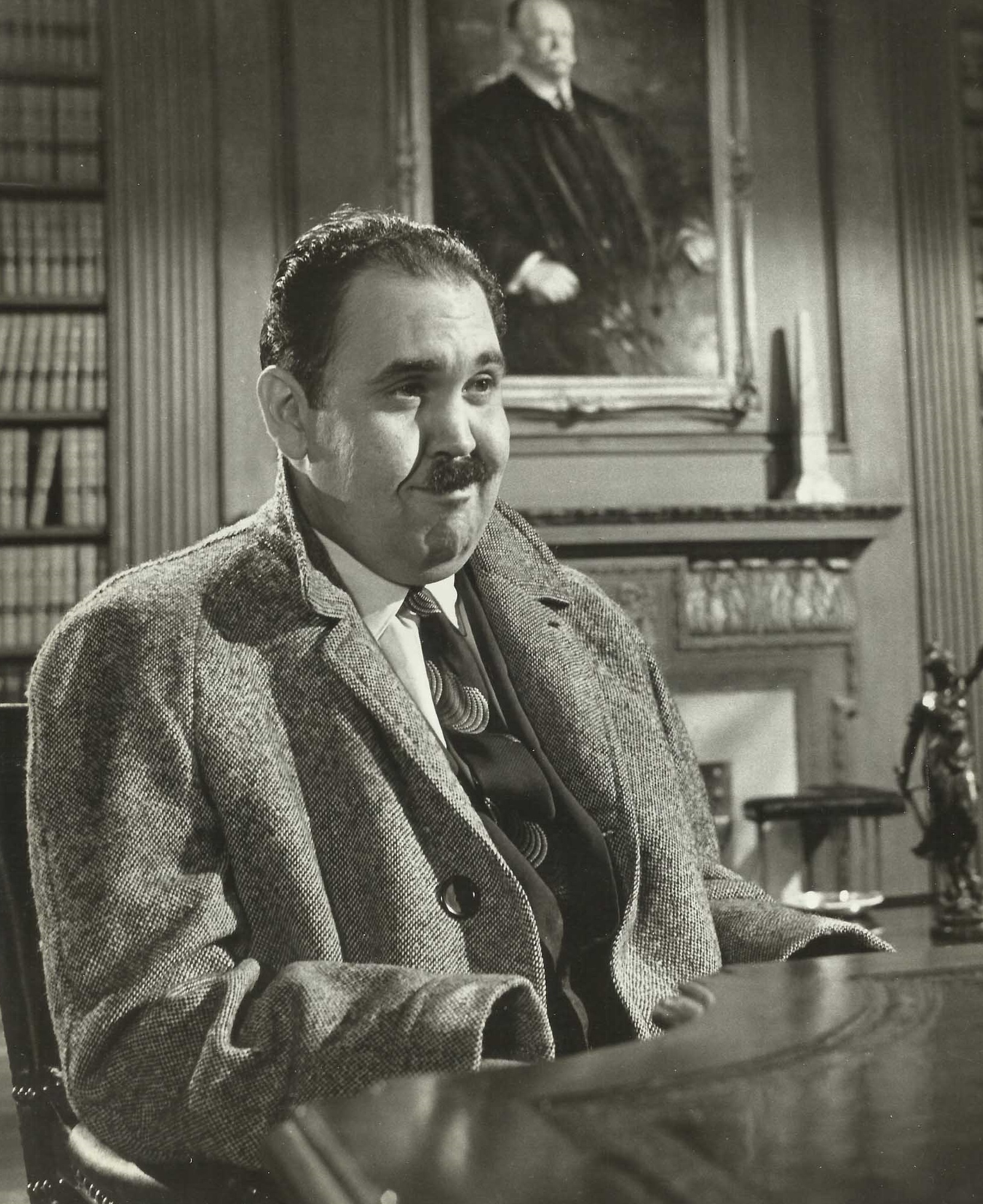
Cliff Osmond (1937–2012)

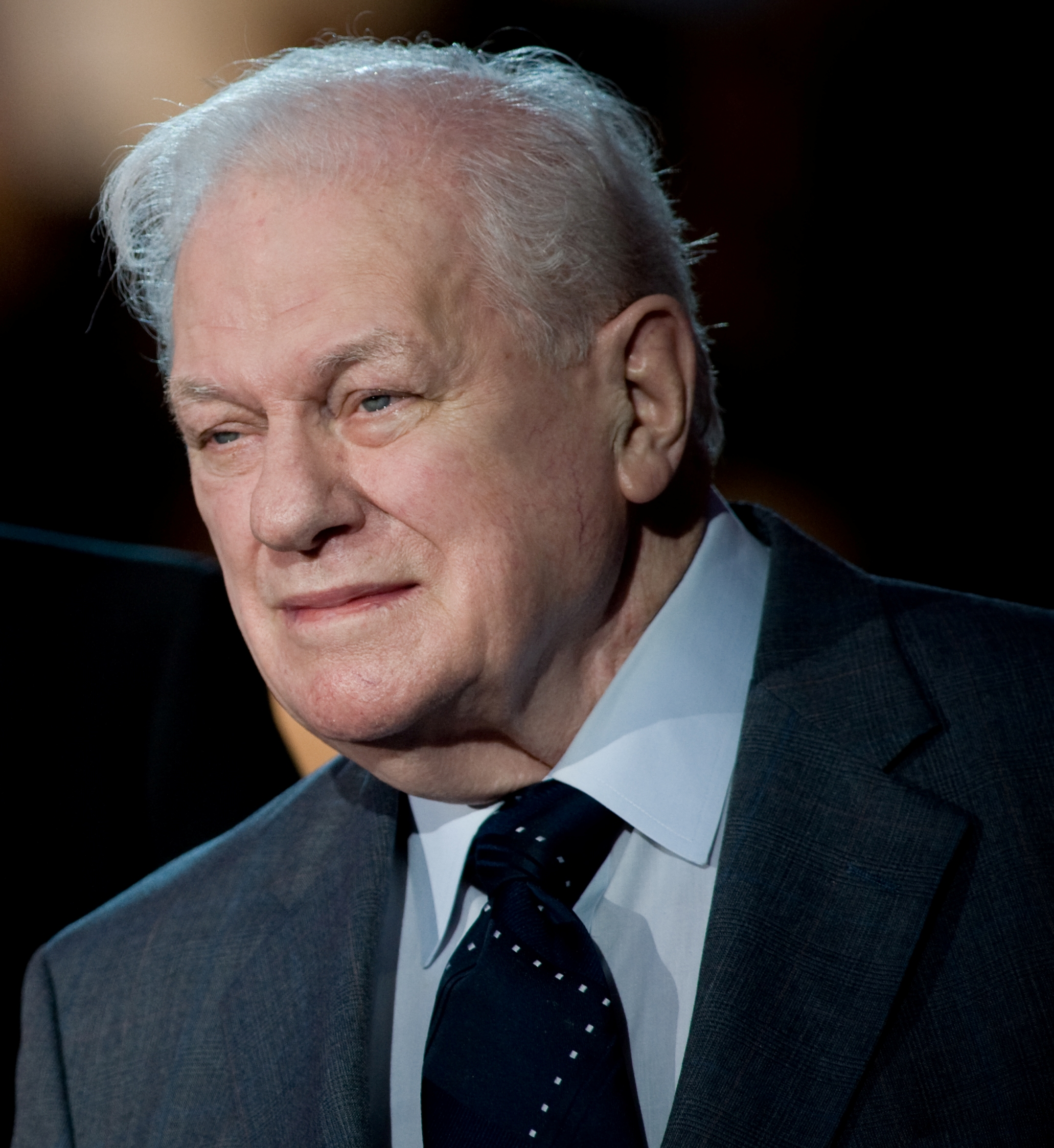
Charles Durning (1923–2012)

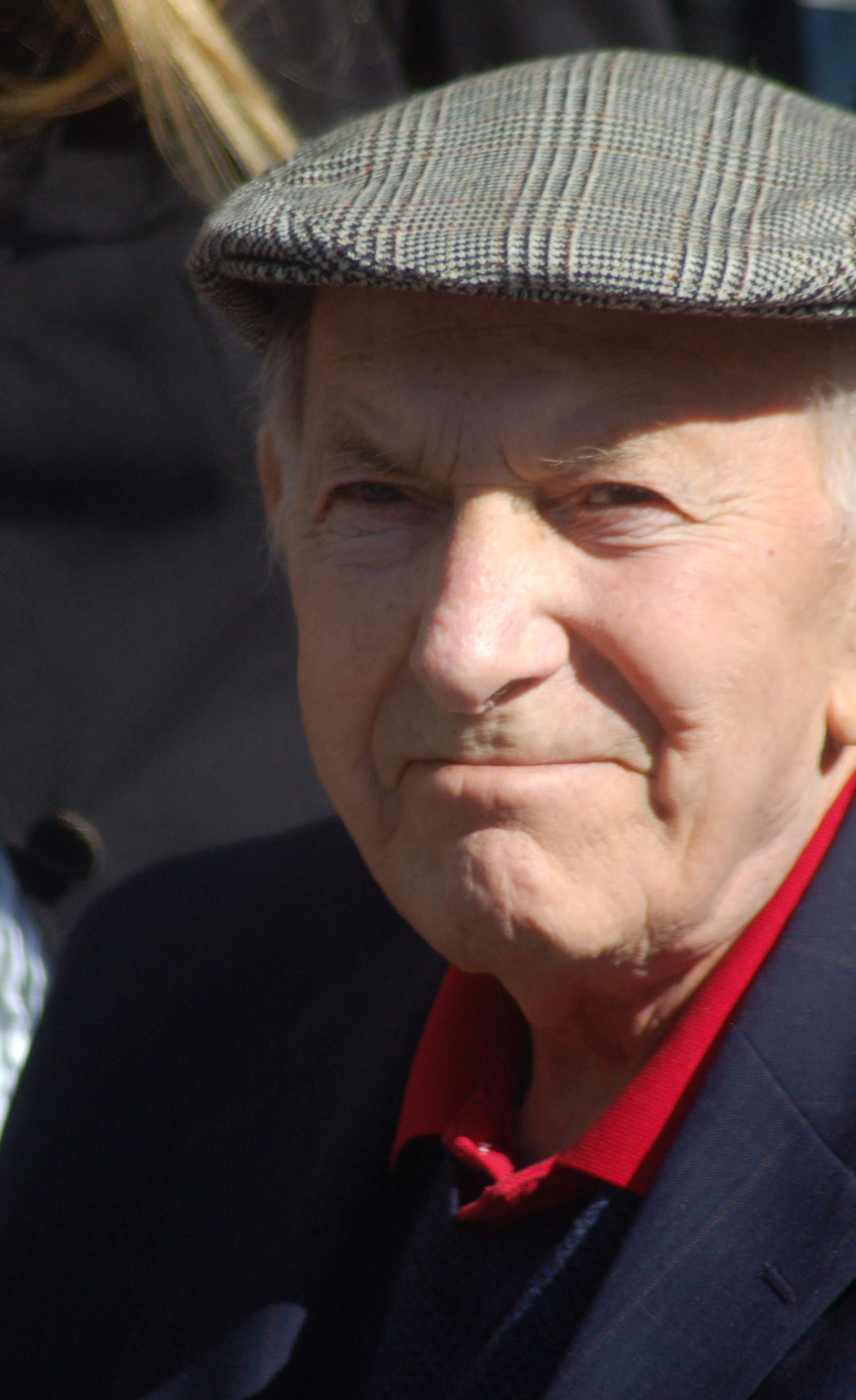
Jack Klugman (1922–2012)

- 01. Januar: Bob Anderson, britischer Stuntman und Schauspieler (* 1922)
- 04. Januar: Harry Fowler, britischer Schauspieler (* 1926)
- 05. Januar: Frederica Sagor Maas, US-amerikanische Drehbuchautorin (* 1900)
- 05. Januar: Hikaru Hayashi, japanischer Komponist (* 1931)
- 09. Januar: Andrea Bosic, slowenischer Schauspieler (* 1919)
- 09. Januar: Towje Kleiner, deutscher Schauspieler (* 1948)
- 11. Januar: Mario Maranzana, italienischer Schauspieler (* 1930)
- 11. Januar: David Whitaker, britischer Komponist (* 1931)
- 13. Januar: Morgan Jones, US-amerikanischer Schauspieler (* 1928)
- 14. Januar: Lasse Kolstad, norwegischer Schauspieler (* 1922)
- 16. Januar: Claude Santiago, französischer Dokumentarfilmer (* 1950)
- 17. Januar: Helmut Holger, deutscher Kostümbildner (* 1926)
- 18. Januar: Margarete Fries, österreichische Schauspielerin (* 1911)
- 20. Januar: Pio Zamuner, italienisch-brasilianischer Regisseur und Kameramann (* 1935)
- 21. Januar: Eiko Ishioka, japanische Kostümbildnerin (* 1938)
- 21. Januar: Margot Schellemann, deutsche Puppenspielerin, Sprecherin und Filmeditorin (* 1930)
- 23. Januar: Karl Baumgartner, deutscher SFX-Techniker (* 1922)
- 22. Januar: Rolf Kutschera, österreichischer Schauspieler (* 1916)
- 23. Januar: Bingham Ray, US-amerikanischer Regisseur (* 1954)
- 24. Januar: Theo Angelopoulos, griechischer Regisseur (* 1935)
- 24. Januar: James Farentino, US-amerikanischer Schauspieler (* 1938)
- 24. Januar: Vadim Glowna, deutscher Schauspieler und Regisseur (* 1941)
- 25. Januar: Emil Hossu, rumänischer Schauspieler (* 1941)
- 26. Januar: Dimitra Arliss, US-amerikanische Schauspielerin (* 1932)

Februar
- 000Februar: Wilfried Blasberg, deutscher Schauspieler (* 1938)
- 01. Februar: André Génovès, französischer Produzent und Regisseur (* 1941)
- 01. Februar: Don Cornelius, US-amerikanischer Produzent (* 1936)
- 01. Februar: Ruth Hausmeister, deutsche Schauspielerin (* 1912)
- 01. Februar: Cissy Kraner, österreichische Schauspielerin (* 1918)
- 02. Februar: Edgar Bessen, deutscher Schauspieler (* 1933)
- 03. Februar: Ben Gazzara, US-amerikanischer Schauspieler (* 1930)
- 03. Februar: Zalman King, US-amerikanischer Regisseur (* 1942)
- 06. Februar: Peter Breck, US-amerikanischer Schauspieler (* 1929)
- 06. Februar: Baykal Kent, türkischer Schauspieler (* 1943)
- 08. Februar: Phil Bruns, US-amerikanischer Schauspieler (* 1931)
- 08. Februar: Laurie Main, australischer Schauspieler (* 1922)
- 11. Februar: Whitney Houston, US-amerikanische Schauspielerin und Sängerin (* 1963)
- 12. Februar: David Kelly, irischer Schauspieler (* 1929)
- 13. Februar: Frank Braña, spanischer Schauspieler (* 1934)
- 13. Februar: Wolfgang Längsfeld, deutscher Filmwissenschaftler (* 1937)
- 15. Februar: Elyse Knox, US-amerikanische Schauspielerin (* 1917)
- 15. Februar: Lina Romay, spanische Schauspielerin (* 1954)
- 17. Februar: Theresia Wider, deutsche Schauspielerin (* 1937)
- 18. Februar: Thomas Langhoff, deutscher Regisseur und Schauspieler (* 1938)
- 18. Februar: Ric Waite, US-amerikanischer Kameramann (* 1933)
- 22. Februar: Mike Melvoin, US-amerikanischer Komponist (* 1937)
- 23. Februar: Bruce Surtees, US-amerikanischer Kameramann (* 1937)
- 24. Februar: Bernard Ebbinghouse, britischer Komponist und Arrangeur (* 1927)
- 24. Februar: Pery Ribeiro, brasilianischer Schauspieler (* 1937)
- 25. Februar: Erland Josephson, schwedischer Schauspieler (* 1923)
- 26. Februar: Richard Carpenter, britischer Drehbuchautor und Schauspieler (* 1933)
- 26. Februar: Yvonne Verbeeck, belgische Schauspielerin (* 1913)
- 28. Februar: Fritz Hakl, österreichischer Schauspieler (* 1932)
- 29. Februar: Davy Jones, britischer Schauspieler und Sänger (* 1945)

März
- 01. März: Luigi Bazzoni, italienischer Regisseur (* 1929)
- 01. März: Jerome Courtland, US-amerikanischer Schauspieler und Regisseur (* 1926)
- 02. März: Gérard Rinaldi, französischer Schauspieler (* 1943)
- 03. März: Leonardo Cimino, US-amerikanischer Schauspieler (* 1917)
- 03. März: Ralph McQuarrie, US-amerikanischer Produktionsdesigner (* 1929)
- 03. März: Edith Oss, deutsche Schauspielerin (* 1914)
- 04. März: Harriet Gessner, deutsche Schauspielerin (* 1929)
- 05. März: Philip Madoc, britischer Schauspieler (* 1934)
- 05. März: Robert B. Sherman, US-amerikanischer Songschreiber (* 1925)
- 07. März: Lucia Mannucci, italienische Schauspielerin und Sängerin (* 1920)
- 08. März: Miguel Iglesias Bonns, spanischer Regisseur (* 1915)
- 08. März: Rudy Ricci, US-amerikanischer Regisseur und Schauspieler (* 1940)
- 10. März: Erico Menczer, italienischer Kameramann (* 1926)
- 11. März: Faith Brook, britische Schauspielerin (* 1922)
- 13. März: Michel Duchaussoy, französischer Schauspieler (* 1938)
- 14. März: Pierre Schoendoerffer, französischer Regisseur (* 1928)
- 15. März: José Rubio, spanischer Schauspieler (* 1931)
- 16. März: Giancarlo Cobelli, italienischer Schauspieler und Regisseur (* 1933)
- 16. März: Bronislav Poloczek, tschechischer Schauspieler (* 1939)
- 19. März: Gregor Bals, deutscher Schauspieler (* 1936)
- 19. März: Ulu Grosbard, US-amerikanisch-belgischer Regisseur (* 1929)
- 21. März: Robert Fuest, britischer Regisseur und Drehbuchautor (* 1927)
- 21. März: Tonino Guerra, italienischer Drehbuchautor und Regisseur (* 1920)
- 22. März: Demir Gökgöl, türkisch-deutscher Schauspieler (* 1937)
- 27. März: Warren Stevens, US-amerikanischer Schauspieler (* 1919)
- 27. März: Garry Walberg, US-amerikanischer Schauspieler (* 1921)
- 28. März: Neil Travis, US-amerikanischer Filmeditor (* 1936)
- 29. März: Luke Askew, US-amerikanischer Schauspieler (* 1932)
- 29. März: Olimpia Cavalli, italienische Schauspielerin (* 1930)

### April bis Juni
April
- 02. April: Katharina Tüschen, deutsche Schauspielerin (* 1927)
- 03. April: Ralph Ferraro, US-amerikanischer Komponist (* 1929)
- 03. April: Jaana Järvinen, finnische Schauspielerin (* 1956)
- 04. April: Frithjof Hoffmann, deutscher Schauspieler (* 1931)
- 04. April: Claude Miller, französischer Regisseur (* 1942)
- 06. April: Heinz Kahlau, deutscher Drehbuchautor (* 1931)
- 06. April: Meenakshi Thapar, indische Schauspielerin (* 1984)
- 09. April: Carol Adams, US-amerikanische Schauspielerin (* 1918)
- 13. April: Jonathan Frid, kanadischer Schauspieler (* 1924)
- 12. April: Hedy Fassler, österreichische Schauspielerin (* 1921/1922)
- 13. April: Heinz Holecek, österreichischer Schauspieler (* 1938)
- 15. April: Paul Bogart, US-amerikanischer Regisseur (* 1919)
- 18. April: Hillman Curtis, US-amerikanischer Regisseur (* 1961)
- 18. April: Manfred Mosblech, deutscher Regisseur und Schauspieler (* 1934)
- 18. April: Robert O. Ragland, US-amerikanischer Komponist (* 1931)
- 19. April: Helmut Dziuba, deutscher Regisseur (* 1933)
- 20. April: Peter Carsten, deutscher Schauspieler (* 1928)
- 20. April: Manfred Richter, deutscher Schauspieler (* 1944)
- 21. April: Heinrich Pachl, deutscher Schauspieler (* 1943)
- 24. April: Wim Hoddes, niederländischer Schauspieler (* 1918)
- 24. April: Amos Vogel, US-amerikanischer Filmwissenschaftler (* 1921)
- 26. April: Helmut Jedele, deutscher Produzent (* 1920)
- 26. April: Klaus Knuth, deutsch-schweizerischer Schauspieler (* 1935)
- 27. April: David Weiss, schweizerischer Kunstfilmer (* 1946)
- 28. April: Patricia Medina, britische Schauspielerin (* 1919)
- 29. April: Joel Goldsmith, US-amerikanischer Komponist (* 1957)

Mai
- 01. Mai: Gogó Andreu, argentinischer Schauspieler (* 1919)
- 02. Mai: Fernando Lopes, portugiesischer Regisseur (* 1935)
- 03. Mai: Christian Mehofer, österreichischer Kameramann (* 1964)
- 03. Mai: Lourdes Valera, venezolanische Schauspielerin (* 1963)
- 06. Mai: Volker Canaris, deutscher Produzent (* 1942)
- 06. Mai: Iraj Ghaderi, iranischer Regisseur (* 1935)
- 06. Mai: James Isaac, US-amerikanischer Regisseur (* 1960)
- 06. Mai: George Lindsey, US-amerikanischer Schauspieler (* 1935)
- 06. Mai: Yale Summers, US-amerikanischer Schauspieler (* 1933)
- 07. Mai: Andrea Crisanti, italienischer Produktionsdesigner (* 1936)
- 07. Mai: Michal Pešek, tschechischer Schauspieler (* 1959)
- 08. Mai: Walter Roderer, schweizerischer Schauspieler (* 1920)
- 09. Mai: Joyce Redman, irische Schauspielerin (* 1915 od. 1918)
- 10. Mai: Günther Kaufmann, deutscher Schauspieler (* 1947)
- 10. Mai: Bernardo Sassetti, portugiesischer Komponist (* 1970)
- 11. Mai: Ramesh Mehta, indischer Schauspieler (* 1934)
- 12. Mai: Ruth Foster, US-amerikanische Schauspielerin (* 1920)
- 12. Mai: Marianne Christina Schilling, deutsche Schauspielerin (* 1928)
- 13. Mai: Walter Flamme, deutscher Schauspieler (* 1926)
- 14. Mai: Ernst Hinterberger, österreichischer Drehbuchautor (* 1931)
- 17. Mai: Peter Zwetkoff, bulgarisch-deutscher Komponist (* 1925)
- 21. Mai: Fredy Lienhard, schweizerischer Schauspieler (* 1927)
- 22. Mai: Janet Carroll, US-amerikanische Schauspielerin (* 1940)
- 24. Mai: Christa Löser, deutsche Schauspielerin (* 1926)
- 24. Mai: Lee Rich, US-amerikanischer Produzent (* 1918)
- 27. Mai: Zita Kabátová, tschechische Schauspielerin (* 1913)
- 28. Mai: Matthew Yuricich, US-amerikanischer SFX-Techniker (* 1923)
- 29. Mai: Shindō Kaneto, japanischer Regisseur (* 1912)
- 30. Mai: Heinz Eckner, deutscher Schauspieler (* 1925)
- 31. Mai: Christopher Challis, britischer Kameramann (* 1919)

Juni
- 01. Juni: Sam Manners, US-amerikanischer Produzent (* 1921)
- 02. Juni: Richard Dawson, britischer Schauspieler (* 1932)
- 02. Juni: Kathryn Joosten, US-amerikanische Schauspielerin (* 1939)
- 03. Juni: Sergio Tedesco, italienischer Schauspieler (* 1928)
- 05. Juni: Ray Bradbury, US-amerikanischer Drehbuchautor (* 1920)
- 07. Juni: J. Michael Riva, US-amerikanischer Produktionsdesigner (* 1948)
- 08. Juni: Trude Fukar, österreichische Schauspielerin (* 1920)
- 11. Juni: Ann Rutherford, US-amerikanische Schauspielerin (* 1920)
- 14. Juni: Erik Rhodes, US-amerikanischer Schauspieler (* 1982)
- 16. Juni: Giuseppe Bertolucci, italienischer Regisseur (* 1947)
- 17. Juni: Walo Lüönd, schweizerischer Schauspieler (* 1927)
- 17. Juni: Susan Tyrrell, US-amerikanische Schauspielerin (* 1945)
- 18. Juni: Brian Hibbard, britischer Schauspieler (* 1946)
- 18. Juni: Victor Spinetti, britischer Schauspieler (* 1929)
- 19. Juni: Anthony Bate, britischer Schauspieler (* 1927)
- 19. Juni: Richard Lynch, US-amerikanischer Schauspieler (* 1936)
- 19. Juni: Silvia Reize, schweizerische Schauspielerin (* 1948)
- 20. Juni: Andrew Sarris, US-amerikanischer Filmkritiker und -autor (* 1928)
- 21. Juni: Richard Adler, US-amerikanischer Komponist (* 1921)
- 22. Juni: Juan Luis Galiardo, spanischer Schauspieler (* 1940)
- 22. Juni: Burjor Khurshedji Karanjia, indischer Filmjournalist und -funktionär (* 1919)
- 24. Juni: Ibrahim Moussa, ägyptischer Produzent (* 1946)
- 24. Juni: Ethel Rojo, argentinische Schauspielerin (* 1937)
- 25. Juni: Doris Schade, deutsche Schauspielerin (* 1924)
- 26. Juni: Nora Ephron, US-amerikanische Drehbuchautorin und Regisseurin (* 1941)
- 26. Juni: Doris Singleton, US-amerikanische Schauspielerin (* 1919)
- 27. Juni: Don Grady, US-amerikanischer Schauspieler (* 1944)
- 27. Juni: Katrin Seybold, deutsche Regisseurin (* 1943)

### Juli bis September
Juli
- 03. Juli: Andy Griffith, US-amerikanischer Schauspieler (* 1926)
- 03. Juli: Ica Souvignier, deutsche Produzentin (* 1961)
- 04. Juli: Benedetto Ghiglia, italienischer Komponist (* 1921)
- 04. Juli: Eric Sykes, britischer Schauspieler, Drehbuchautor und Regisseur (* 1923)
- 05. Juli: Ruud van Hemert, niederländischer Schauspieler und Regisseur (* 1938)
- 07. Juli: Mouss Diouf, französischer Schauspieler (* 1964)
- 08. Juli: Ernest Borgnine, US-amerikanischer Schauspieler (* 1917)
- 09. Juli: Tim Cross, britischer Komponist (* 1954)
- 09. Juli: Yamada Isuzu, japanische Schauspielerin (* 1917)
- 12. Juli: Dara Singh, indischer Schauspieler (* 1928)
- 13. Juli: Sage Stallone, US-amerikanischer Schauspieler und Regisseur (* 1976)
- 13. Juli: Richard D. Zanuck, US-amerikanischer Produzent (* 1934)
- 14. Juli: Rolf Defrank, deutscher Schauspieler und Regisseur (* 1926)
- 15. Juli: Tsilla Chelton, französische Schauspielerin (* 1919)
- 15. Juli: Celeste Holm, US-amerikanische Schauspielerin (* 1917)
- 18. Juli: Birger Heymann, deutscher Komponist (* 1943)
- 18. Juli: Rajesh Khanna, indischer Schauspieler (* 1942)
- 20. Juli: Simon Ward, britischer Schauspieler (* 1941)
- 21. Juli: Eberhard Itzenplitz, deutscher Regisseur (* 1926)
- 21. Juli: Andrzej Łapicki, polnischer Schauspieler (* 1924)
- 21. Juli: Susanne Lothar, deutsche Schauspielerin  (* 1960)
- 21. Juli: Angharad Rees, britische Schauspielerin (* 1949)
- 22. Juli: Frank Pierson, US-amerikanischer Regisseur und Drehbuchautor (* 1925)
- 22. Juli: Bohdan Stupka, ukrainischer Schauspieler (* 1941)
- 23. Juli: Paco Morán, spanischer Schauspieler (* 1930)
- 24. Juli: Chad Everett, US-amerikanischer Schauspieler (* 1936)
- 24. Juli: Sherman Hemsley, US-amerikanischer Schauspieler (* 1938)
- 25. Juli: Babu Ram Ishara, indischer Regisseur und Drehbuchautor (* 1934)
- 26. Juli: Don Bagley, US-amerikanischer Komponist (* 1927)
- 26. Juli: Lupe Ontiveros, US-amerikanische Schauspielerin (* 1942)
- 26. Juli: Mary Tamm, britische Schauspielerin (* 1950)
- 27. Juli: Norman Alden, US-amerikanischer Schauspieler (* 1924)
- 27. Juli: R. G. Armstrong, US-amerikanischer Schauspieler (* 1917)
- 27. Juli: Geoffrey Hughes, britischer Schauspieler (* 1944)
- 27. Juli: Tony Martin, US-amerikanischer Schauspieler (* 1913)
- 28: Juli: Günter Stampf, österreichischer Produzent (* 1968)
- 28. Juli: Ingeborg Westphal, deutsche Schauspielerin (* 1951)
- 29. Juli: Chris Marker, französischer Regisseur (* 1921)
- 31. Juli: Gore Vidal, US-amerikanischer Drehbuchautor (* 1925)

August
- 01. August: Keiko Tsushima, japanische Schauspielerin (* 1926)
- 03. August: Rolf Castell, deutscher Schauspieler (* 1921)
- 04. August: Metin Erksan, türkischer Regisseur, Drehbuchautor und Schauspieler (* 1929)
- 06. August: Carl Andersen, österreichischer Regisseur (* 1958)
- 06. August: Marvin Hamlisch, US-amerikanischer Komponist (* 1944)
- 07. August: Pete Ariel, deutscher Regisseur (* 1941)
- 07. August: David Cameron, britischer Schauspieler (* 1933)
- 08. August: Sancho Gracia, spanischer Schauspieler (* 1936)
- 08. August: Kurt Maetzig, deutscher Regisseur (* 1911)
- 09. August: Mel Stuart, US-amerikanischer Regisseur (* 1928)
- 10. August: Al Freeman junior, US-amerikanischer Schauspieler und Regisseur (* 1934)
- 10. August: Carlo Rambaldi, italienischer Maskenbildner (* 1925)
- 14. August: Anna Orso, italienische Schauspielerin (* 1938)
- 14. August: Phyllis Thaxter, US-amerikanische Schauspielerin (* 1919)
- 15. August: Biff Elliot, US-amerikanischer Schauspieler (* 1923)
- 15. August: Müşfik Kenter, türkischer Schauspieler (* 1932)
- 15. August: Ashok Mehta, indischer Kameramann (* 1947)
- 16. August: Joaquín Luis Romero Marchent, spanischer Regisseur (* 1921)
- 16. August: William Windom, US-amerikanischer Schauspieler (* 1923)
- 18. August: Werner Riepel, deutscher Schauspieler, Sänger und Hörspielsprecher (* 1922)
- 19. August: Tony Scott, britischer Regisseur (* 1944)
- 20. August: Phyllis Diller, US-amerikanische Schauspielerin (* 1917)
- 27. August: Aurora Bautista, spanische Schauspielerin (* 1925)
- 29. August: Hans Jürgen Diedrich, deutscher Schauspieler (* 1923)
- 30. August: Bernardo Bonezzi, spanischer Komponist (* 1964)
- 30. August: Igor Wladimirowitsch Kwascha, russischer Schauspieler (* 1933)
- 31. August: Joe Lewis, US-amerikanischer Schauspieler (* 1944)

September
- 000September: Winrich Kolbe, deutsch-amerikanischer Regisseur und Produzent (* 1940)
- 03. September: Michael Clarke Duncan, US-amerikanischer Schauspieler (* 1957)
- 05. September: Maria Becker, deutsch-schweizerische Schauspielerin (* 1920)
- 05. September: Christian Marin, französischer Schauspieler (* 1929)
- 06. September: Jake Eberts, kanadischer Produzent (* 1941)
- 07. September: César Fernández Ardavín, spanischer Regisseur und Drehbuchautor (* 1923)
- 08. September: Alexander Beljawski, russischer Schauspieler (* 1932)
- 10. September: Lance LeGault, US-amerikanischer Schauspieler (* 1935)
- 12. September: Radoslav Brzobohatý, tschechischer Schauspieler (* 1932)
- 14. September: Stephen Dunham, US-amerikanischer Schauspieler (* 1964)
- 15. September: Pierre Mondy, französischer Schauspieler und Regisseur (* 1925)
- 16. September: Luc Barnier, französischer Filmeditor (* 1954)
- 16. September: John Ingle, US-amerikanischer Schauspieler (* 1928)
- 20. September: Herbert Rosendorfer, deutscher Drehbuchautor (* 1934)
- 25. September: Jürgen Trimborn, deutscher Filmwissenschaftler und Biograf (* 1971)
- 26. September: Johnny Lewis, US-amerikanischer Schauspieler (* 1983)
- 27. September: Herbert Lom, britischer Schauspieler (* 1917)
- 28. September: Michael O’Hare, US-amerikanischer Schauspieler (* 1952)
- 29. September: Edgar Külow, deutscher Schauspieler (* 1925)
- 30. September: Turhan Bey, österreichischer Schauspieler (* 1922)

### Oktober bis Dezember
Oktober
- 01. Oktober: Dirk Bach, deutscher Schauspieler und Synchronsprecher (* 1961)
- 05. Oktober: Claude Pinoteau, französischer Regisseur und Drehbuchautor (* 1925)
- 09. Oktober: Harris Savides, US-amerikanischer Kameramann (* 1957)
- 10. Oktober: Alex Karras, US-amerikanischer Schauspieler (* 1935)
- 11. Oktober: Erik Moseholm, dänischer Komponist (* 1930)
- 12. Oktober: Bruno Simões, portugiesischer Schauspieler (* 1971)
- 13. Oktober: Gary Collins, US-amerikanischer Schauspieler (* 1938)
- 14. Oktober: John Clive, britischer Schauspieler (* 1933)
- 17. Oktober: Kōji Wakamatsu, japanischer Regisseur, Produzent und Drehbuchautor (* 1936)
- 17. Oktober: Sylvia Kristel, niederländische Schauspielerin (* 1952)
- 17. Oktober: Wolfgang Menge, deutscher Drehbuchautor (* 1924)
- 18. Oktober: Joel Marston, US-amerikanischer Schauspieler (* 1922)
- 19. Oktober: Käthe Reichel, deutsche Schauspielerin (* 1926)
- 21. Oktober: Yash Chopra, indischer Regisseur (* 1932)
- 22. Oktober: Russell Means, US-amerikanischer Schauspieler (* 1939)
- 24. Oktober: Anita Björk, schwedische Schauspielerin (* 1923)
- 25. Oktober: Cesare Canevari, italienischer Schauspieler und Regisseur (* 1927)
- 26. Oktober: Mac Ahlberg, schwedischer Regisseur und Kameramann (* 1931)
- 27. Oktober: Hans Werner Henze, deutscher Komponist (* 1926)
- 29. Oktober: Gonzalo Cañas, spanischer Schauspieler (* 1937)
- 30. Oktober: José Yepes, spanischer Schauspieler (* 1942)
- 31. Oktober: Teri Shields, US-amerikanische Schauspielerin (* 1933)

November
- 06. November: Clive Dunn, britischer Schauspieler (* 1920)
- 06. November: Carmen Martínez Sierra, spanische Schauspielerin (* 1904)
- 07. November: Richard Robbins, US-amerikanischer Komponist (* 1940)
- 09. November: Iurie Darie, rumänischer Schauspieler (* 1929)
- 09. November: Bobbi Jordan, US-amerikanische Schauspielerin (* 1937)
- 11. November: John Frederick, US-amerikanischer Schauspieler (* 1916)
- 16. November: Fernando Casanova, mexikanischer Schauspieler (* 1925)
- 21. November: Deborah Raffin, US-amerikanische Schauspielerin (* 1953)
- 23. November: José Luis Borau, spanischer Regisseur und Schauspieler (* 1929)
- 23. November: Larry Hagman, US-amerikanischer Schauspieler (* 1931)
- 23. November: Margit Schaumäker, deutsche Schauspielerin (* 1925)
- 24. November: Heinz Werner Kraehkamp, deutscher Schauspieler (* 1948)
- 24. November: Tony Leblanc, spanischer Schauspieler (* 1922)
- 25. November: Dinah Sheridan, britische Schauspielerin (* 1920)
- 26. November: Martin Richards, US-amerikanischer Produzent (* 1932)
- 28. November: Don Rhymer, US-amerikanischer Drehbuchautor (* 1961)
- 29. November: Susan Luckey, US-amerikanische Schauspielerin (* 1938)
- 29. November: Ben Tatar, US-amerikanischer Schauspieler und Synchronregisseur (* 1930)
- 30. November: Konrad Halver, deutscher Schauspieler (* 1944)

Dezember
- 01. Dezember: José Bénazéraf, französischer Regisseur (* 1922)
- 03. Dezember: Fjodor Saweljewitsch Chitruk, russischer Regisseur (* 1917)
- 05. Dezember: Eileen Pollock, US-amerikanische Drehbuchautorin (* 1926)
- 08. Dezember: Hal Schaefer, US-amerikanischer Komponist (* 1925)
- 11. Dezember: Antonie Hegerlíková,  tschechische Schauspielerin (* 1923)
- 11. Dezember: Ravi Shankar, indischer Komponist (* 1920)
- 12. Dezember: Milo Quesada, argentinischer Schauspieler (* 1930)
- 13. Dezember: Natalja Nikolajewna Kustinskaja, russische Schauspielerin (* 1938)
- 14. Dezember: Alida Chelli, italienische Schauspielerin (* 1943)
- 16. Dezember: Axel Anderson, puerto-ricanischer Schauspieler (* 1929)
- 18. Dezember: Georgi Kalojantschew, bulgarischer Schauspieler (* 1925)
- 18. Dezember: Danny Steinmann, US-amerikanischer Regisseur (* 1942)
- 19. Dezember: Paul Crauchet, französischer Schauspieler (* 1920)
- 22. Dezember: Emidio Greco, italienischer Regisseur und Drehbuchautor (* 1938)
- 22. Dezember: Cliff Osmond, US-amerikanischer Schauspieler (* 1937)
- 23. Dezember: Evelyn Ward, US-amerikanische Schauspielerin (* 1923)
- 24. Dezember: Richard Rodney Bennett, britischer Komponist (* 1936)
- 24. Dezember: Charles Durning, US-amerikanischer Schauspieler (* 1923)
- 24. Dezember: Jack Klugman, US-amerikanischer Schauspieler (* 1922)
- 26. Dezember: Gerry Anderson, britischer Regisseur und Produzent (* 1929)
- 26. Dezember: Irving Saraf, polnisch-israelischer Regisseur (* 1932)
- 26. Dezember: Annelie Thorndike, deutsche Regisseurin (* 1925)
- 27. Dezember: Harry Carey junior, US-amerikanischer Schauspieler (* 1921)
- 27. Dezember: Walter Scheuer, österreichischer Schauspieler (* 1927)
- 28. Dezember: Jon Finch, britischer Schauspieler (* 1942)
- 29. Dezember: Paulo Rocha, portugiesischer Regisseur, Produzent und Drehbuchautor (* 1935)
- 30. Dezember: Mike Hopkins, neuseeländischer Filmton-Editor (* 1959)

### Todesdatum nicht bekannt
Bei den folgenden Verstorbenen ist das Todesdatum nicht gesichert. Sie werden hier in alphabetischer Reihenfolge genannt:
- Silvia Seidel, deutsche Schauspielerin (* 1969)